# Sergio Pérez

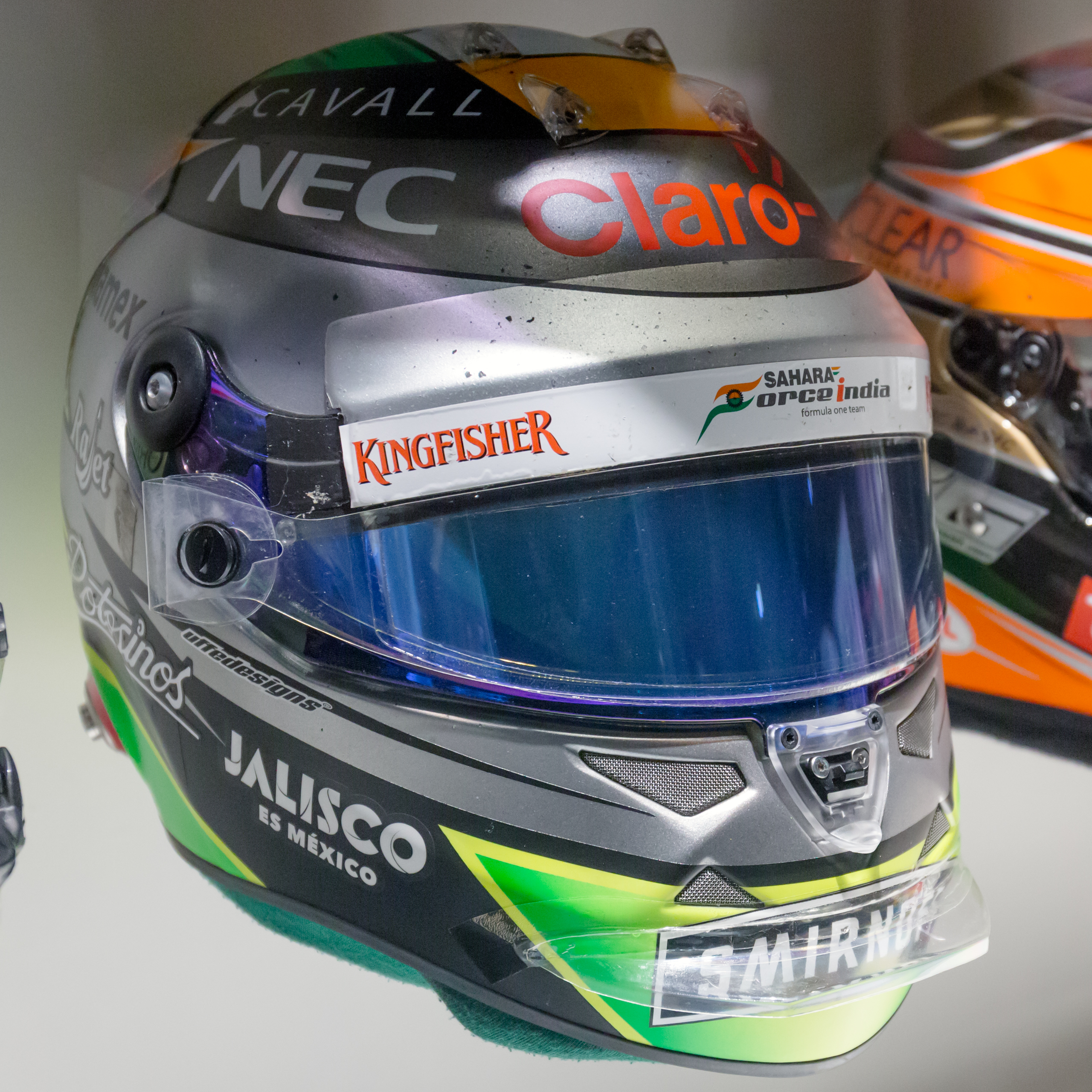
Ein Helm von Pérez aus dem Jahr 2015 im Museo Fernando Alonso

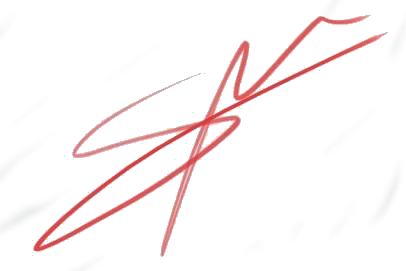
Signatur von Sergio Pérez

Sergio Michel „Checo“ Pérez Mendoza, kurz Sergio Pérez (Aussprache: [ˈseɾxjo ˈpeɾes] ⓘ; * 26. Januar 1990 in Guadalajara, Jalisco), ist ein mexikanischer Automobilrennfahrer.
Von 2009 bis 2010 startete er in der GP2-Serie und wurde dort im Jahr 2010 Vizemeister. Im Jahr 2011 debütierte er für Sauber in der Formel 1 und ging seitdem in dieser an den Start. Zuletzt fuhr er von 2021 bis 2024 für Red Bull Racing.

## Herkunft und Persönliches
Sergio Michel Pérez Mendoza, genannt „Checo“, wurde am 26. Januar 1990 in der Hauptstadt des Bundesstaates Jalisco, Guadalajara, im Nordwesten Mexikos geboren. Sein Vater war ebenfalls als Automobilrennfahrer aktiv und verantwortlich für die Laufbahn des Rennsportlers Adrián Fernández. Auch sein um fast vier Jahre älterer Bruder Antonio Pérez trat als Rennfahrer unter anderem in verschiedenen Serien der NASCAR an. Die Familie ist römisch-katholischen Glaubens.
Im Alter von sechs Jahren begleitete Sergio Pérez seinen Vater und seinen Bruder erstmals zu einer Kartbahn. Später sagte er einmal, dass er sich möglicherweise als Fußballspieler versucht hätte, wäre er nicht Rennfahrer geworden. Auch eine Laufbahn als Anwalt hätte er sich vorstellen können. Pérez ist Anhänger des mexikanischen Fußballvereins Club América, und gibt neben dem Fußball auch den Kartsport, das Golfspiel und Yoga als Hobbys an.
Während seines zweijährigen Engagements in der Formel BMW lebte der damals zunächst 15-jährige Pérez für einige Zeit in der bayerischen Stadt Vilsbiburg und später in Berlin.
Pérez ist mit Carola Martinez verheiratet und hat mit ihr vier Kinder: zwei Söhne und zwei Töchter.

## Nachwuchsrennsport

### Anfänge im Motorsport (2004–2008)
Pérez nahm 2004 an der Skip Barber National Championship teil.
In der Saison 2005 trat er für 4speed Media in der deutschen Formel BMW an. Bereits am ersten Rennwochenende, das im Rahmenprogramm der DTM auf dem Hockenheimring Baden-Württemberg stattfand, gelang ihm mit einem zweiten Platz die erste Podiumsplatzierung. Im weiteren Saisonverlauf klassifizierte er sich fünf weitere Male in den Punkterängen und wurde mit 37 Punkten 14. der Gesamtwertung. Auch in der Saison 2006 nahm er an der deutschen Formel BMW teil. Mit zwei dritten Plätzen und 112 Punkten wurde er für das Team ADAC Berlin-Brandenburg Sechster der Gesamtwertung.
Im Winterhalbjahr 2006/07 bestritt er für das von DAMS gestellte Team Mexiko zwei Rennen in der A1GP. Seine Teamkollegen waren Salvador Durán und Juan Pablo Garcia. Zur Saison 2007 wechselte Pérez zu T-Sport in die britische Formel-3-Meisterschaft und wurde mit 14 Siegen in 22 Rennen Meister der nationalen Klasse. In der Saison 2008 stieg er in die internationale Klasse der britischen Formel-3-Meisterschaft auf und erreichte, erneut für T-Sport antretend, zum Saisonende mit vier Siegen aus 22 Rennen den vierten Platz der Gesamtwertung.

### GP2-Asia-Serie (2008–2010)
Von Oktober 2008 bis April 2009 bestritt Pérez an der Seite von Witali Petrow die GP2-Asia-Serie-Saison 2008/09 für Campos Grand Prix.
Bei der zweiten Veranstaltung der Saison auf dem Dubai Autodrome erzielte er mit dem sechsten Platz im Hauptrennen seine ersten Wertungspunkte in der GP2-Asia-Serie. Bei der dritten Veranstaltung auf dem Bahrain International Circuit erreichte er im Sprintrennen seinen ersten Sieg, was er auf dem Losail International Circuit wiederholen konnte: Nach Platz zwei im Hauptrennen gewann Pérez das Sprintrennen vor seinem Teamkollegen Petrow. Am Saisonende belegte Pérez den siebten Platz in der Gesamtwertung. Mit 26 zu 28 Punkten unterlag er Petrow teamintern knapp.
In der GP2-Asia-Serie-Saison 2009/10 nahm Pérez für Barwa Addax an zwei von vier Veranstaltungen auf dem Yas Marina Circuit und dem Bahrain International Circuit teil. In zwei von vier Rennen konnte er Punkteplatzierungen erzielen. Mit fünf Punkten wurde er 15. der Gesamtwertung.

### GP2-Serie (2009–2010)
In der Saison 2009 nahm Pérez auch an der GP2-Hauptserie teil. Zusammen mit Edoardo Mortara ging er für Arden International an den Start. Auf dem Valencia Street Circuit fuhr er als Dritter im Haupt- und als Zweiter im Sprintrennen zweimal und erstmals in der GP2-Serie auf das Podest. In vier weiteren Saisonrennen erreichte er die Punkteränge und fuhr im Sprintrennen auf dem Circuit de Spa-Francorchamps die schnellste Rennrunde. Am Saisonende belegte er mit 22 Punkten den zwölften Gesamtrang. Teamintern setzte er sich mit 22 zu 19 Punkten gegen Mortara durch.
Für die GP2-Serie 2010 kehrte Pérez zum Barwa Addax, dem Nachfolgeteam von Campos Grand Prix, zurück. Sein Teamkollege war der Niederländer Giedo van der Garde. Pérez gewann in Monaco sein erstes Rennen in der GP2-Serie. Mit weiteren Siegen in Silverstone, Hockenheim, Spa-Francorchamps und auf der Yas-Insel entschied er insgesamt fünf Rennen für sich. Am Saisonende wurde er hinter Pastor Maldonado Vizemeister und war zudem der Pilot mit den zweitmeisten Siegen.
Im November 2010 absolvierte Pérez auf dem Yas Marina Circuit dann seinen ersten Formel-1-Test für Sauber Motorsport. Sein Aufstieg in die Formel 1 für das folgende Jahr als erster Mexikaner seit Héctor Rebaque stand zu diesem Zeitpunkt bereits fest.

## Formel-1-Weltmeisterschaft

### Sauber (2011–2012)

#### 2011: Debütsaison mit schwerem Rennunfall

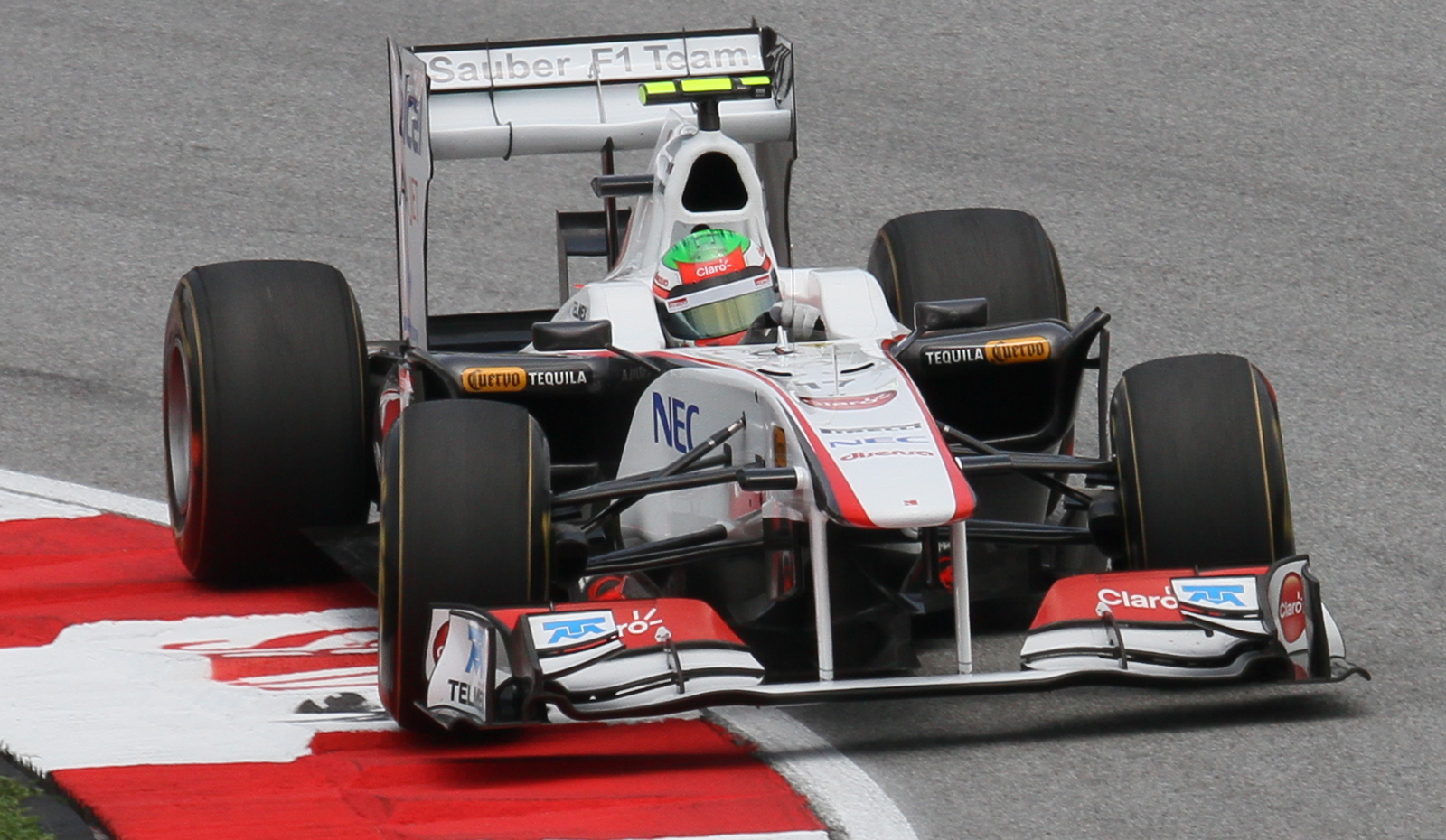
Sergio Pérez im Sauber C30 beim Großen Preis von Malaysia 2011

Für die Saison 2011 erhielt Sergio Pérez einen Vertrag bei Sauber Motorsport für die Formel 1. Zudem wurde er in das Nachwuchsfahrerprogramm der Scuderia Ferrari aufgenommen. Bei Sauber folgte er Nick Heidfeld nach, sein Teamkollege war Kamui Kobayashi. In seinem ersten Rennen, dem Großen Preis von Australien, kam Pérez auf dem siebten Platz ins Ziel und hätte damit auf Anhieb seine ersten Weltmeisterschaftspunkte erzielt. Dabei war er der einzige Pilot, der eine Strategie mit nur einem Boxenstopp anwendete und 35 Runden mit einem weichen Reifensatz fuhr. Da bei der technischen Inspektion nach dem Rennen an beiden Fahrzeugen des Teams illegale Heckflügel festgestellt wurden, wurden sowohl Pérez als auch der achtplatzierte Kobayashi disqualifiziert. Nachdem er beim Großen Preis von Malaysia wegen einer Kollision mit einem Trümmerteil gar nicht und bei den darauffolgenden beiden Rennen jeweils außerhalb der Punkteränge ins Ziel gekommen war, erzielte er beim fünften Rennen, dem Großen Preis von Spanien, als Neunter seine ersten beiden Formel-1-Punkte.
Im Qualifying zum Großen Preis von Monaco verunglückte Pérez schwer. Ausgangs der Tunnelpassage Tunel verlor er die Kontrolle über sein Fahrzeug, drehte sich zunächst in die Leitplanke und schlug anschließend seitwärts in die Streckenbegrenzung der Nouvelle Chicane ein. Pérez blieb bei Bewusstsein und wurde in ein Krankenhaus gebracht. Er zog sich eine Gehirnerschütterung sowie eine Stauchung am Oberschenkel zu. Den Start zum Grand Prix musste er absagen. Bereits am Vormittag hatte Nico Rosberg im Freien Training einen ähnlichen Unfall an derselben Stelle gehabt, war jedoch unverletzt geblieben. Beim darauffolgenden Großen Preis von Kanada klagte Pérez nach dem ersten Freien Training über Übelkeit und wurde für das restliche Rennwochenende kurzfristig durch Pedro de la Rosa ersetzt.
Nachdem er beim Großen Preis von Europa mit einem elften Platz ins Renngeschehen zurückgekehrt war, erzielte er beim Großen Preis von Großbritannien als Siebter seine beste Saisonplatzierung. Es folgten vier Rennen, in denen Pérez ohne Punkte blieb. Nach einem zehnten Platz beim Großen Preis von Singapur konnte er beim Großen Preis von Japan einige Plätze gutmachen und verbesserte sich vom 17. Startplatz auf den achten Rang im Rennen. In den letzten vier Rennen seiner ersten Formel-1-Saison konnte er mit dem zehnten Platz beim Großen Preis von Indien noch ein weiteres Punkteresultat erreichen. Am Saisonende belegte er den 16. Rang in der Fahrerwertung. Teamintern unterlag er Kobayashi mit 14 zu 30 Punkten.

#### 2012: Erste Podestplätze
Pérez absolvierte in der Saison 2012 sein zweites Jahr in der Formel 1 für Sauber an der Seite von Kamui Kobayashi. Teamchef Peter Sauber sagte zur Weiterbeschäftigung von Pérez: „Er hat schon vom allerersten Rennen an bewiesen, dass er nicht nur schnell, sondern auch konstant fahren kann. Und er hat nach dem Unfall in Monaco auch gezeigt, dass er mit schwierigen Situationen umgehen kann. Mit Sergio hatten wir von vornherein einen Vertrag über das Jahr 2011 hinaus abgeschlossen. Das war bei einem Rookie natürlich ein gewisses Risiko, aber es hat sich eindeutig ausgezahlt.“
Beim Saisonauftakt, dem Großen Preis von Australien, erreichte er als Achter das Ziel. Wie im Vorjahr kam er dabei mit nur einem Reifenwechsel aus. Beim zweiten Rennen, dem Großen Preis von Malaysia, hatte Pérez in einem durch wechselnde Wetterbedingungen geprägten Rennen Siegchancen und kam schließlich hinter Fernando Alonso im Ferrari auf dem zweiten Platz ins Ziel. Es war seine erste Podiumsplatzierung und die erste Podiumsplatzierung eines Mexikaners in einem Grand-Prix-Rennen seit dem zweiten Platz von Pedro Rodríguez beim Großen Preis der Niederlande 1971. Pérez und Rodríguez sind die bislang einzigen Mexikaner, die Podiumsplatzierungen in Grand-Prix-Rennen erreichen konnten. Ferner war es das beste Resultat für Sauber Motorsport in Rennen der Formel-1-Weltmeisterschaft, das bis heute nur Pérez selbst noch einmal im weiteren Saisonverlauf einstellen konnte.
Bei den folgenden drei Rennen konnte Pérez keine Punkte gewinnen. Beim Großen Preis von Monaco fuhr er zwar erstmals die schnellste Rennrunde, blieb als Elftplatzierter aber erneut ohne Punkte. Beim nächsten Rennen, dem Großen Preis von Kanada, erzielte er mit dem dritten Platz eine weitere Podestplatzierung. Beim Großen Preis von Europa als Neunter und beim Großen Preis von Deutschland als Sechster gewann er weitere Punkte und als Zweiter beim Großen Preis von Italien seine bereits dritte Podiumsplatzierung der Saison. Beim Großen Preis von Singapur wurde er wie im Vorjahr Zehnter. In den verbliebenen sechs Rennen gewann er keine weiteren Punkte mehr. Mit 66 zu 60 Punkten setzte er sich teamintern dieses Mal gegen Kobayashi, der als Dritter beim Großen Preis von Japan ebenfalls einmal auf dem Podest gestanden hatte, durch und wurde Zehnter der Fahrerwertung.

### McLaren (2013)

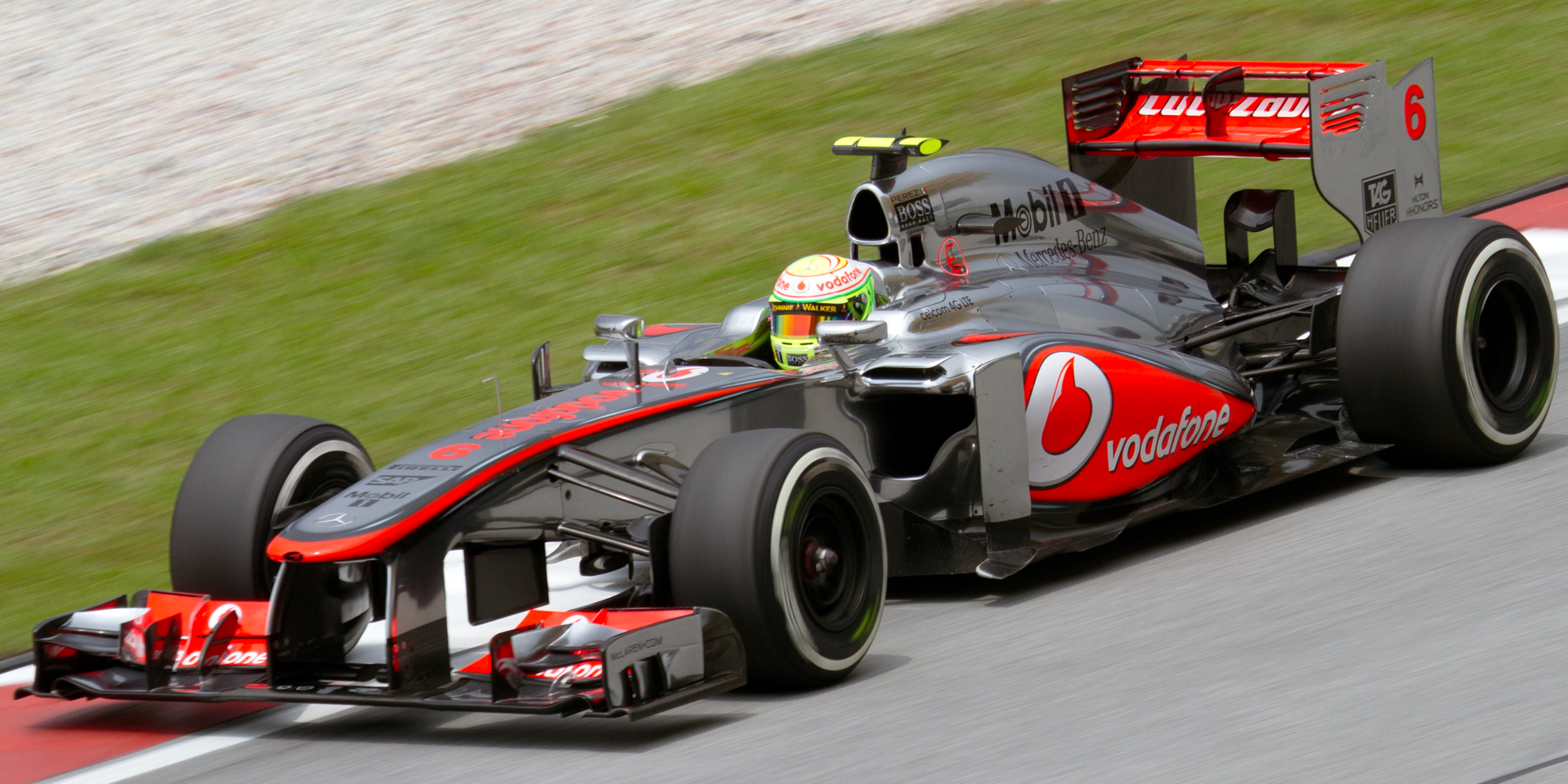
Pérez im McLaren MP4-28 beim Großen Preis von Malaysia 2013

Für die Formel-1-Weltmeisterschaft 2013 wechselte Sergio Pérez zu McLaren Racing. Er ersetzte dort den Weltmeister von 2008, Lewis Hamilton, der seinerseits zu Mercedes gewechselt war, und wurde Teamkollege des Weltmeisters von 2009, Jenson Button.
Beim Großen Preis von Australien verpasste er zum Saisonauftakt als Elfter die Punkteränge. Eine Woche später erzielte er beim Großen Preis von Malaysia als Neunter erstmals für McLaren Punkte und fuhr zudem die schnellste Rennrunde. Nach einem weiteren punktlosen elften Platz beim Großen Preis von China wurde er beim Großen Preis von Bahrain Sechster und beim Großen Preis von Spanien Neunter. Bis einschließlich zum Großen Preis von Japan konnte er in zehn Rennen vier Mal Punktgewinne erzielen.
Beim Großen Preis von Indien erreichte er dann als Fünfter sein bestes Saisonresultat. In den verbliebenen drei Rennen erreichte er jeweils ebenfalls die Punkteränge. Teamintern unterlag er Button mit 49 zu 73 Punkten. Erstmals seit 1980 konnte das Team im gesamten Saisonverlauf keinen Podestplatz erreichen. Obwohl die Zusammenarbeit zwischen Pérez und McLaren ursprünglich für mehrere Jahre geplant gewesen war, endete sein Engagement dort nach nur einer Saison.

### Force India (2014–2018)

#### 2014: Erste Saison bei Force India

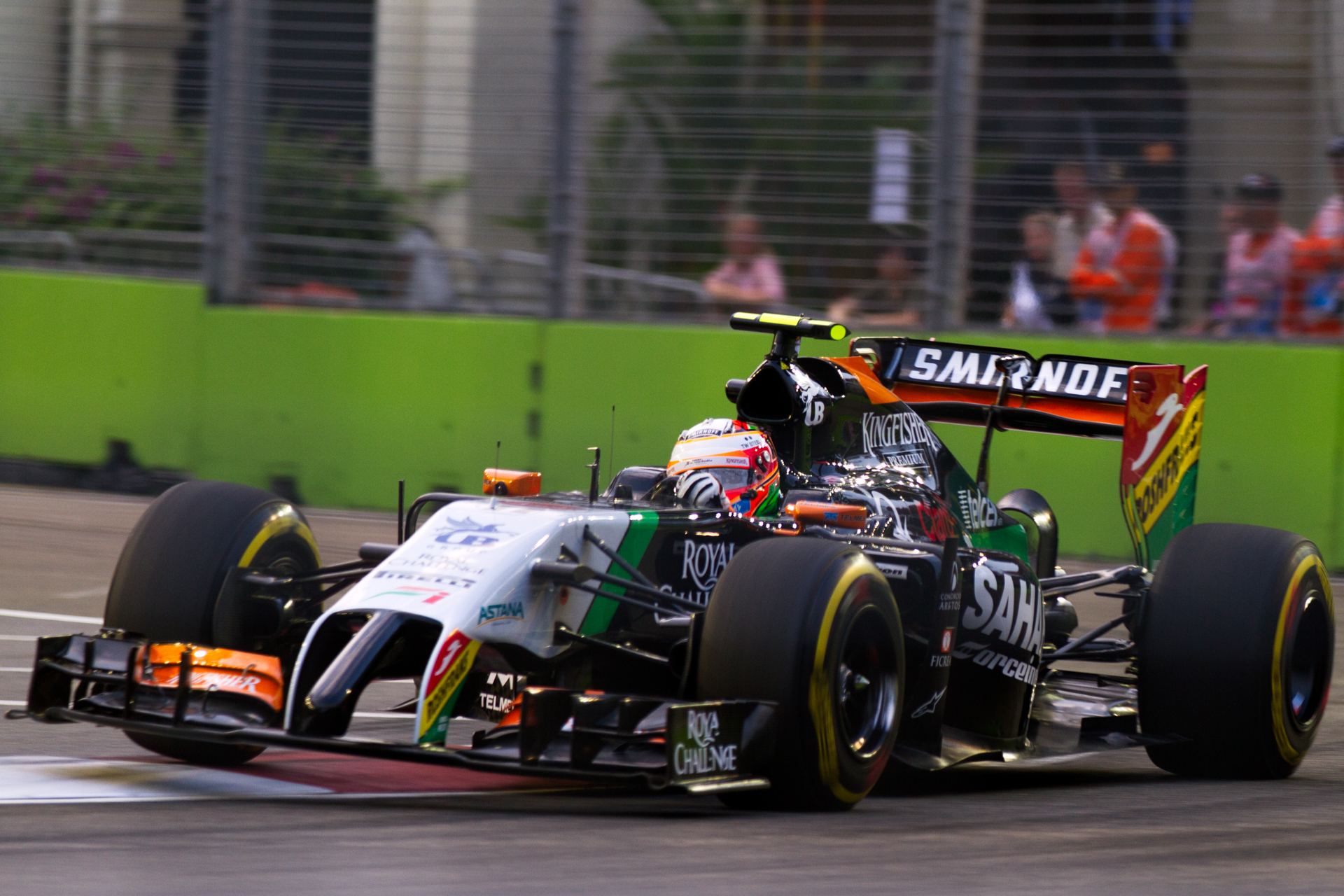
Pérez im Force India VJM07 beim Großen Preis von Singapur 2014

Für die Saison 2014 erhielt Pérez stattdessen ein Cockpit bei Force India. Er unterschrieb einen mehrjährigen Vertrag bei dem Rennstall mit indischer Lizenz und wurde Teamkollege von Nico Hülkenberg. Bei der Einführung der permanenten Startnummern in der Formel 1 wählte Pérez die Nummer 11 für seine weitere Karriere. Er begründete seine Wahl damit, dass er die Zahl bereits im Kartsport sowie in seiner Debütsaison in der GP2-Serie verwendet hatte.
Nachdem er mit einem zehnten Platz beim Großen Preis von Australien zum Saisonauftakt auf Anhieb den ersten Punkt für sein neues Team erzielt hatte, konnte Pérez beim zweiten Grand Prix, dem Großen Preis von Malaysia, wegen Getriebeproblemen nicht zum Rennen antreten. Am darauffolgenden Wochenende erreichte er mit dem dritten Platz beim Großen Preis von Bahrain seinen ersten Podestplatz für Force India. Für das Team war es der zweite Podestplatz seiner Geschichte nach dem zweiten Platz von Giancarlo Fisichella beim Großen Preis von Belgien 2009. Nach zwei neunten Plätzen in den nächsten zwei Rennen schied er beim Großen Preis von Monaco nach einer Kollision mit Jenson Button in der Mirabeau Haute noch während der ersten Runde aus.
Beim Großen Preis von Kanada lag Pérez kurz vor Rennende auf dem vierten Platz. In der letzten Runde setzte der hinter ihm liegende Felipe Massa im Williams vor der ersten Kurve zu einem Überholmanöver an und fuhr auf das Fahrzeug von Pérez auf. Beide Boliden drehten sich und schlugen in die Reifenstapel ein, sowohl Pérez als auch Massa blieben unverletzt. Während unter anderem der Force-India-Betriebsdirektor Otmar Szafnauer und der dreimalige Formel-1-Weltmeister Niki Lauda die Schuld für den Unfall bei seinem Kontrahenten Massa sahen, belegten die Rennkommissare Pérez mit einer Strafversetzung um fünf Plätze in der Startaufstellung beim folgenden Großen Preis von Österreich. Ein Einspruch seines Teams gegen die Strafe blieb erfolglos.
Trotz der Strafe erreichte Pérez in Österreich mit dem sechsten Platz sein zweitbestes Resultat in dieser Saison und fuhr zudem die schnellste Rennrunde. Bei den nächsten drei Rennen erzielte er mit dem zehnten Platz beim Großen Preis von Deutschland lediglich einen weiteren Weltmeisterschaftspunkt. Nach der Sommerpause konnte er in sechs von acht Rennen Punkte erzielen und wurde am Saisonende mit 59 Punkten Zehnter in der Fahrerwertung. Damit unterlag er teamintern gegen Hülkenberg, welcher auf dem neunten Platz 96 Punkte erlangt hatte.

#### 2015: Regelmäßig in den Punkten
In der Saison 2015 bildeten Pérez und Hülkenberg erneut das Fahrerduo bei Force India. Wie im Vorjahr startete Pérez mit einem zehnten Platz beim Großen Preis von Australien in die Saison. Bis einschließlich zum Großen Preis von Großbritannien fuhr er in acht Rennen vier weitere Male in die Punkteränge, ein siebter Platz beim Großen Preis von Monaco war neben einem achten Platz beim Großen Preis von Bahrain sein bis dahin bestes Resultat in dieser Saison.
Im ersten Freien Training zum Großen Preis von Ungarn machte Pérez mit einem schweren Unfall auf sich aufmerksam. Er fuhr in Kurve elf über den Kerb auf den Kunstrasen und verlor die Kontrolle über sein Fahrzeug. Der Bolide drehte sich zur Innenseite, schlug dort in die Leitplanke ein und wurde zurück auf die Strecke geschleudert, wo er ausgehebelt wurde und auf dem Überrollbügel landete. Pérez blieb unverletzt. Da ein technischer Defekt zunächst nicht ausgeschlossen werden konnte, verzichtete Force India mit beiden Fahrzeugen auf eine Teilnahme am zweiten Freien Training. Als Unfallursache ergab sich, dass das ständige Überfahren der Randsteine zu einem Aufhängungsbruch am Fahrzeug von Pérez geführt hatte. Im Rennen kollidierte er mit dem Lotus von Pastor Maldonado, wofür der Venezolaner mit einer Durchfahrtsstrafe belegt wurde, und schied später nach Bremsproblemen aus.
In die zweite Saisonhälfte startete Pérez mit einem fünften Platz beim Großen Preis von Belgien und damit dem bis dahin besten Saisonresultat. Nach zwei weiteren Punktgewinnen beim Großen Preis von Italien und beim Großen Preis von Singapur und einem 12. Platz beim Großen Preis von Japan fuhr er beim Großen Preis von Russland als Dritter zum zweiten Mal für Force India und zum fünften Mal insgesamt in einem Grand-Prix-Rennen auf das Podest. Mit zwei fünften Plätzen und einem achten Platz in den verbliebenen vier Rennen kam er am Jahresende als Neunter der Fahrerwertung auf 78 Punkte. Teamintern setzte er sich damit gegen Hülkenberg, der 58 Punkte erzielt hatte, durch. Für Pérez war es das bis dahin beste Ergebnis seiner Laufbahn.

#### 2016: Erweiterte Weltspitze

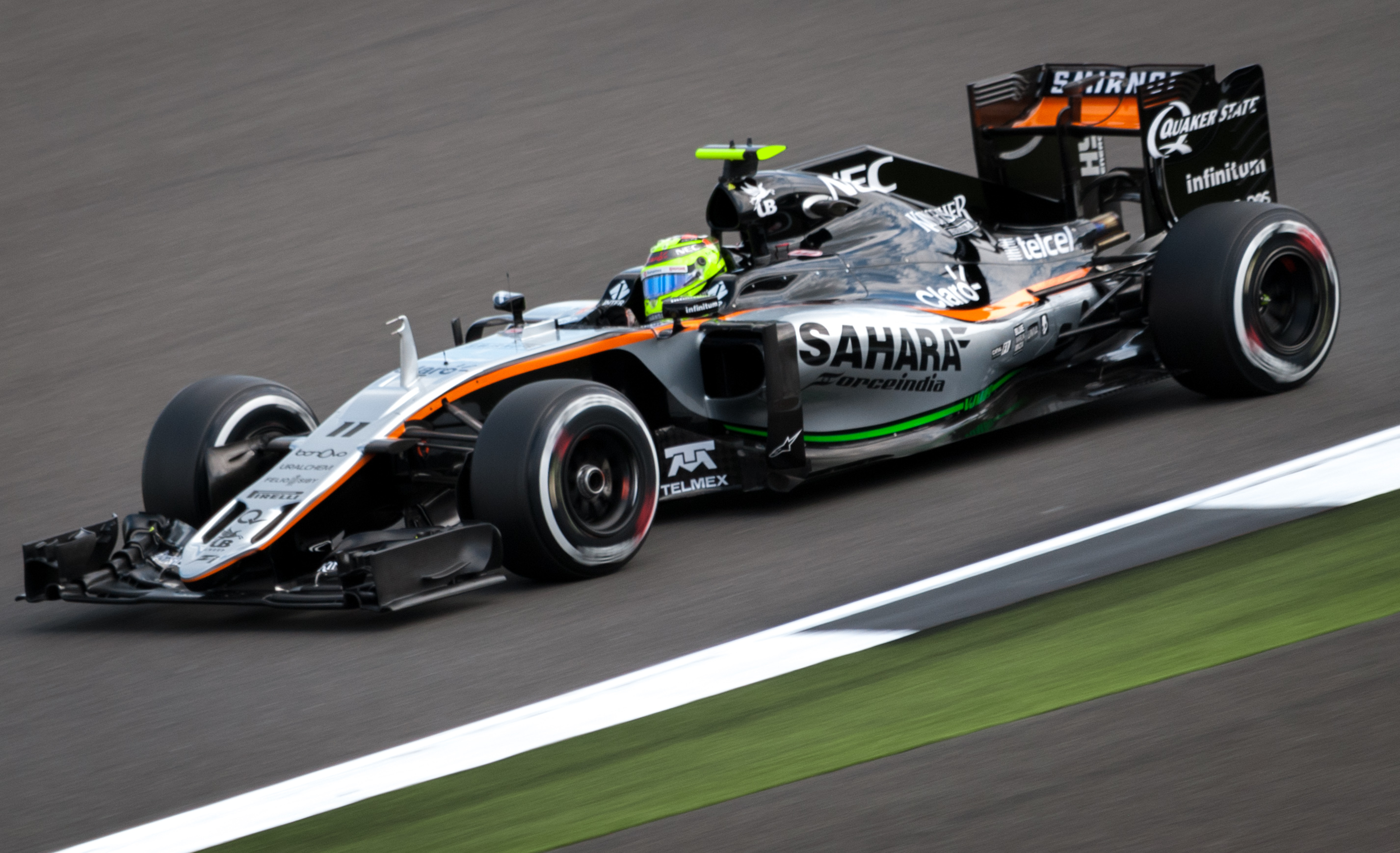
Pérez im Force India VJM09 in Silverstone (2016)

Auch in der Saison 2016 blieben Pérez und Hülkenberg bei Force India. Nachdem in den ersten drei Rennen ein elfter Platz beim Großen Preis von China sein bestes Resultat und Pérez jeweils ohne Punkte geblieben war, erreichte er beim Großen Preis von Russland mit dem neunten und beim Großen Preis von Spanien mit dem siebten Platz die ersten Punkte der Saison. Beim Großen Preis von Monaco fuhr er als Dritter zu seinem ersten Podestplatz in dieser Saison.
Nach einem zehnten Platz beim Großen Preis von Kanada konnte er als Dritter beim Großen Preis von Europa ein weiteres Mal auf das Podest fahren. Dabei hatte er im Qualifying bereits die zweitschnellste Runde gefahren, musste jedoch wegen einer Strafversetzung von Startplatz sieben starten. Es war sein insgesamt siebter Podestplatz bei einem Rennen der Formel-1-Weltmeisterschaft, womit er mit dem mexikanischen Rekordhalter Pedro Rodríguez gleichzog.
In den vier Rennen, die vor der Sommerpause noch anstanden, konnte er sich mit einem sechsten Platz beim Großen Preis von Großbritannien und einem zehnten Platz beim Großen Preis von Deutschland zwei weitere Male in den Punkterängen klassifizieren. Hingegen blieb er bei den anderen beiden Rennen ohne Punkte. Nach der Sommerpause erreichte er in ausnahmslos jedem der noch ausstehenden Rennen die Punkte. Die besten Ergebnisse waren ein fünfter Platz beim Großen Preis von Belgien sowie ein vierter Platz beim Großen Preis von Brasilien, ein weiterer Podestplatz blieb ihm in diesem Jahr jedoch verwehrt. Teamintern setzte er sich mit 101 zu 72 Punkten erneut gegen Hülkenberg durch. In der Fahrerwertung übertraf er mit dem siebten Platz sein Resultat aus dem Vorjahr.

#### 2017: Weiterhin erweiterte Weltspitze und interne Querelen mit Teamkollege Ocon
Mit Esteban Ocon erhielt Sergio Pérez einen neuen Teamkollegen für die Formel-1-Weltmeisterschaft 2017. In diesem Jahr gelang es Pérez weitestgehend, seine Leistungen aus dem Vorjahr zu bestätigen. Nachdem er in den ersten fünf Rennen der Saison jeweils die Punkteränge und beim fünften Rennen, dem Großen Preis von Spanien, mit dem vierten Platz das beste Saisonresultat erreicht hatte, fuhr er beim Großen Preis von Monaco, wo er im Vorjahr Dritter geworden war, die schnellste Rennrunde, blieb als 13. aber ohne Punkte. Beim Großen Preis von Kanada wurde er Fünfter.

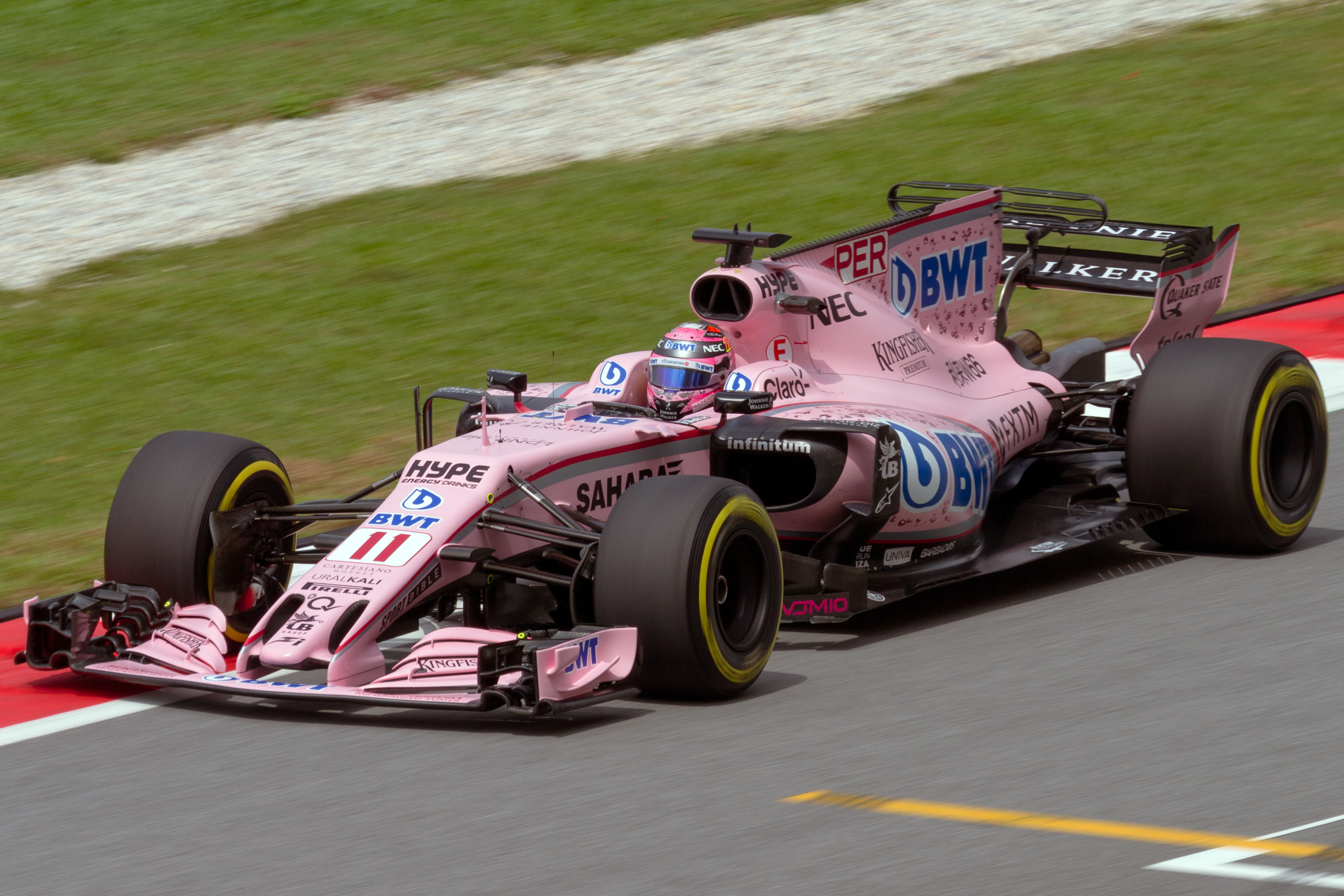
Pérez im Force India VJM10 beim Großen Preis von Malaysia 2017

Mehrfach für öffentliche Aufmerksamkeit sorgte in diesem Jahr das Verhältnis zwischen den Teamkollegen Pérez und Ocon. Bereits in Kanada hatten sie sich, nachdem die Teamleitung ihre Freigabe dazu gegeben hatte, hart um den fünften Platz duelliert. Das Duell hatte Pérez für sich entschieden. Beim Großen Preis von Aserbaidschan berührten sich die Fahrzeuge der beiden Force-India-Piloten beim Restart nach einer Safety-Car-Phase zunächst auf der Geraden zwischen den Kurven eins und zwei. Nebeneinander fuhren sie in die zweite Kurve, an deren Ausgang Pérez in die Leitplanke fuhr und mit seinem Frontflügel den Hinterreifen von Ocon aufschlitzte. Aufgrund der Trümmerteile auf der Strecke musste das Rennen mit der Roten Flagge unterbrochen werden. Während das Rennen für Pérez beendet war, kam Ocon noch auf dem sechsten Platz ins Ziel. Im Vorfeld des darauffolgenden Großen Preises von Österreich sagte Pérez: „Ich hätte nichts anders oder besser machen können. Esteban war am Kurveneingang innen und vorn. Es gab keinen Grund für ihn, so zu handeln. Ich habe ihm genug Platz gelassen. Er mir nicht.“ Er sprach weiter davon, dass zwischen ihm und seinem vorhergehenden Teamkollegen Hülkenberg nie so etwas passiert sei. Ocon müsse verstehen, was Rennfahren bedeute, „ohne miteinander zu verunfallen“. Dagegen äußerte sich Ocon selbst dahingehend, dass beide Fahrer ein Teil der Schuld treffe: „Für mich ist es 50 zu 50. Das Team sieht es auch so. Er hätte mir mehr Platz am Kurveneingang lassen müssen. Ich ihm mehr am Kurvenausgang.“ Das Team lehnte eine Stallorder zur Vermeidung solcher Situationen trotz des Vorfalls zunächst weiterhin ab. Beim Rennen in Österreich meldete sich Pérez mit einem siebten Platz in den Punkterängen zurück, die er vor der Sommerpause auch beim Großen Preis von Großbritannien als Neunter und beim Großen Preis von Ungarn als Achter erreichte. In Ungarn kam es kurz nach dem Start erneut zu einer kleineren Berührung der Teamkollegen Pérez und Ocon, die jedoch ohne weitergehende Konsequenzen blieb.
Beim Großen Preis von Belgien fand sich Pérez wegen eines schlechten Starts nach der ersten Kurve La Source im Pulk wieder, in dem sich auch Ocon befand. Pérez zog nach links und es kam zu einer Berührung zwischen den Teamkollegen. Pérez sagte später dazu, Ocon nicht gesehen zu haben. In Runde 29 lag Pérez durch einen Undercut vor seinem Teamkollegen. Ausgangs von La Source konnte dieser besser beschleunigen und sich neben den Mexikaner setzen. Letzterer zog nach rechts und drückte Ocon damit an die Mauer. Das Fahrzeug von Pérez erlitt einen Reifenschaden, das von Ocon einen gebrochenen Frontflügel. Zur Entfernung der Trümmerteile, die sich auch noch durch die folgende Kurve Eau Rouge zogen, musste das Safety Car auf die Strecke geschickt werden. Beide fuhren zunächst weiter. Zwei Runden vor Schluss gab Pérez das Rennen an der Box auf, Ocon wurde Neunter. Nach dem Rennen sprach Ocon unter anderem auf Twitter davon, dass Pérez zwei Mal versucht habe, ihn umzubringen. Pérez nahm die Schuld für die erste Berührung auf sich, sagte zu der zweiten jedoch, dass auch jeder andere Fahrer seine Linie verteidigt hätte und Ocon zu optimistisch gewesen sei. Force-India-Geschäftsführer Otmar Szafnauer gab allerdings Pérez die Schuld auch für die zweite Berührung. Nachdem man beiden Piloten zunächst mit internen Rennsperren gedroht hatte, kündigte Szafnauer vor dem nächsten Rennen, dem Großen Preis von Italien, an, dass man von nun an darauf fokussiert sei, „die Punkte für das Team zu maximieren und nicht die Positionen der Fahrer.“ Wenn es ein Risiko gebe, zurückzufallen, werde man nicht mehr gegeneinander fahren und möglicherweise auch die Positionen halten. Vor dem Rennen in Italien sprachen Pérez und Ocon davon, sich ausgesprochen zu haben. Bei diesem erreichte Pérez mit dem neunten Platz ebenso wie in den weiteren sieben Saisonrennen die Punkteränge. Bestes Resultat in diesen noch ausstehenden Rennen war ein fünfter Rang beim Großen Preis von Singapur. Ein Podestplatz gelang ihm in diesem Jahr erstmals seit der Saison 2013 nicht.
Mit 100 Punkten belegte Pérez wie im Vorjahr den siebten Platz in der Fahrerwertung und setzte sich teamintern gegen Ocon mit 87 Punkten durch.

#### 2018: Die letzten Rennen für Force India
In der Formel-1-Weltmeisterschaft 2018 gingen Pérez und Ocon erneut für Force India an den Start. Nachdem Pérez, wie schon zwei Jahre zuvor, in den ersten drei Rennen jeweils ohne Punkte geblieben war, fuhr er beim vierten Rennen, dem Großen Preis von Aserbaidschan, als Dritter auf das Podium. Es war seine erste Podiumsplatzierung seit dem Großen Preis von Europa 2016 auf derselben Strecke. Bis einschließlich zum Großen Preis von Frankreich konnte er in vier Rennen nur noch beim Großen Preis von Spanien als Neunter weitere Weltmeisterschaftspunkte erreichen. Es folgten wiederum drei Rennen mit zwei siebten und einem zehnten Platz. Beim letzten Rennen vor der Sommerpause, dem Großen Preis von Ungarn, das zugleich das letzte Rennen von Force India in der Formel-1-Weltmeisterschaft sein sollte, kam er auf dem 14. Platz ins Ziel.

### Racing Point (2018–2020)

#### 2018: Von Force India zu Racing Point
Am Wochenende des Großen Preises von Ungarn erklärte der stellvertretende Force-India-Teamchef Robert Fernley, dass der Rennstall zahlungsunfähig sei und am 27. Juli 2018 Insolvenz angemeldet habe. Die Teilnahme des Teams am Rennen sei deshalb nicht gefährdet. Im August übernahm eine Investorengruppe um den kanadischen Milliardär Lawrence Stroll alle Anteile am Team inklusive seiner Verbindlichkeiten. Stroll ist der Vater des Automobilrennfahrers Lance Stroll, der zu dieser Zeit für Williams an den Start ging. Damit starteten Pérez und Ocon ab dem Großen Preis von Belgien für den neu gegründeten Rennstall Racing Point. Möglich wurde dies durch eine Sondergenehmigung seitens der Fédération Internationale de l’Automobile. Der bisherige Betriebsdirektor Otmar Szafnauer wurde neuer Teamchef, nachdem Fernley den Rennstall verlassen hatte.
Beim Rennen in Belgien, dem ersten für den neuen Rennstall, kam Pérez als Fünfter dann sogleich in den Punkterängen ins Ziel. In den verbliebenen acht Rennen platzierte er sich mit zwei Ausnahmen ebenfalls durchgängig in den Punkterängen. Beim Großen Preis von Singapur kam es unmittelbar nach dem Start einmal mehr zu einer Kollision mit seinem Teamkollegen Ocon. Beim Beschleunigen aus der Kurve drei berührten sich die Fahrzeuge der beiden, wodurch das des Franzosen in die Wand gedrückt wurde. Ocon schied aus, Pérez kam außerhalb der Punkteränge noch als 16. ins Ziel. Der Unfall verursachte eine Safety-Car-Phase. Die Sportkommissare bewerteten den Zwischenfall als normalen Rennunfall. Dementsprechend wurden keine Maßnahmen gegen die beiden Fahrer eingeleitet.
In der Fahrerwertung verlor Pérez am Saisonende zwar einen Platz gegenüber den beiden Vorjahren und wurde Achter der Weltmeisterschaft, schlug mit 62 zu 49 Punkten seinen Teamkollegen Ocon aber ein weiteres Mal.

#### 2019: Wechselhafte Saison mit neuem Teamkollegen
In der Saison 2019 blieb Pérez bei Racing Point. Lance Stroll, der Sohn des Teameigentümers Lawrence Stroll, wurde sein neuer Teamkollege. Nach einem 13. Platz zum Saisonauftakt beim Großen Preis von Australien gewann er beim Großen Preis von Bahrain als Zehnter den ersten Punkt der Saison. Auch beim Großen Preis von China mit dem achten Platz punktete er. Mit dem sechsten Platz erreichte er beim Großen Preis von Aserbaidschan sein bestes Saisonresultat. In den nächsten acht Rennen folgte die bislang längste Phase seiner Grand-Prix-Karriere, in der Pérez rennübergreifend ohne Punkte blieb.
Erst beim Großen Preis von Belgien, bei dem er mit einem weiteren sechsten Platz sein bestes Saisonergebnis einstellte, punktete er wieder. Im restlichen Saisonverlauf gelang es ihm dann wieder kontinuierlich Punkte zu erzielen, jedoch ohne eine Platzierung auf dem Podest. Lediglich beim Großen Preis von Singapur, bei dem er ausschied, verpasste er nach der Sommerpause die Punkteränge. Teamintern setzte er mit 52 zu 21 Punkten gegen Stroll durch und wurde Zehnter der Fahrerwertung.

#### 2020: SARS-CoV-2-Infektion und erster Grand-Prix-Sieg

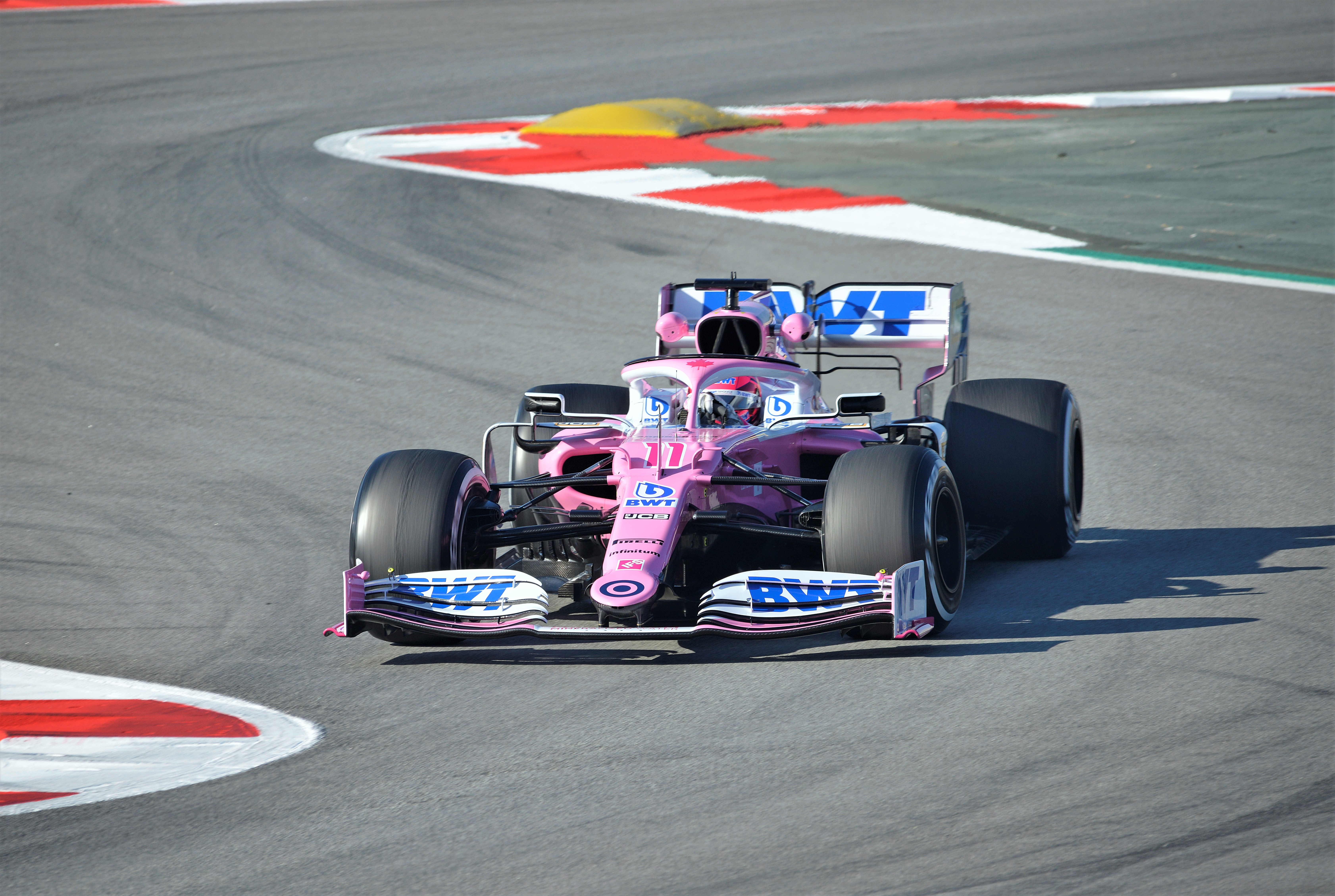
Pérez im Racing Point RP20 bei Testfahrten in Barcelona (2020)

Auch in der aufgrund der COVID-19-Pandemie erst im Juli begonnenen Saison 2020 bildete Pérez bei Racing Point wieder ein Fahrerduo mit Lance Stroll. Nach zwei sechsten und einem siebten Platz in den ersten drei Rennen, wurde Pérez vor dem Großen Preis von Großbritannien positiv auf das eben für den verspäteten Saisonstart verantwortliche Virus SARS-CoV-2 getestet, womit er für das Rennen ausfiel. Pérez war der erste bekannte Formel-1-Fahrer, der sich mit SARS-CoV-2 infizierte. Auch beim nächsten Rennen, dem Großen Preis des 70-jährigen Jubiläums, musste er aus demselben Grund pausieren. Bei beiden Rennen wurde er von seinem ehemaligen Teamkollegen Nico Hülkenberg vertreten, der im weiteren Saisonverlauf auch noch beim Großen Preis der Eifel für seinen ebenfalls an SARS-CoV-2 erkrankten Teamkollegen Lance Stroll einsprang. Beim Großen Preis von Spanien kehrte Pérez in sein Cockpit zurück. Er erzielte mit dem fünften Rang seine bis dahin beste Platzierung in dieser Saison. Es folgten zwei zehnte Plätze bei den nächsten beiden Rennen. Pérez gab im Vorfeld des Großen Preises der Toskana im September über soziale Medien bekannt, das Team mit Ende der Saison nach sieben gemeinsamen Jahren, bis 2018 unter dem Namen Force India, zu verlassen. Der viermalige Formel-1-Weltmeister Sebastian Vettel, bis dahin bei der Scuderia Ferrari unter Vertrag, wurde zur Saison 2021 als sein Nachfolger im dann als Werksmannschaft von Aston Martin startenden Team bestätigt.
Nach einem weiteren fünften Platz in der Toskana übertraf er seine bis dahin besten Saisonresultate beim Großen Preis von Russland ebenso wie beim Großen Preis der Eifel jeweils mit dem vierten Platz. Auch beim Großen Preis von Portugal mit dem siebten sowie dem folgenden Großen Preis der Emilia-Romagna mit dem sechsten Platz erreichte er die Punkteränge. Bei letzterem Rennen verpasste er einen Platz auf dem Podest durch einen Strategiefehler seines Teams. Beim Großen Preis der Türkei gelang ihm mit dem zweiten Platz hinter Lewis Hamilton erstmals seit dem Großen Preis von Aserbaidschan 2018 wieder eine Podiumsplatzierung und erstmals seit dem Großen Preis von Italien 2012 wieder ein zweiter Platz. Nachdem sich Pérez bis dahin bei jedem Rennen, an dem er in dieser Saison teilgenommen hatte, in den Punkterängen hatte klassifizieren können, lag er beim Großen Preis von Bahrain als Dritter auf Kurs zu einem weiteren Podestplatz, musste aber in der viertletzten Runde des Rennens aufgrund eines Defekts an seinem Fahrzeug, der durch ein elektronisches Problem an der MGU-K-Einheit entstanden war, aufgeben und wurde als 18. gewertet.
Eine Woche später gewann Sergio Pérez den Großen Preis von Sachir, der auf derselben Strecke wie der Große Preis von Bahrain ausgetragen wurde. Es war in seinem 190. Grand-Prix-Rennen der erste Sieg. Dabei war er in der ersten Runde durch einen Unfall ans Ende des Feldes zurückgefallen und profitierte im Rennverlauf von einem Fehler der Mannschaft von Mercedes bei einem Boxenstopp ihres bis dahin führenden Piloten George Russell, der den an SARS-CoV-2 erkrankten Lewis Hamilton an diesem Wochenende vertrat. Bei dem Boxenstopp hatte man an Russells Fahrzeug versehentlich Reifen seines Teamkollegen Valtteri Bottas montiert. Später fiel der Brite durch einen Reifenschaden weiter zurück. Pérez brach damit den Rekord von Mark Webber für die meisten Grand-Prix-Starts bis zum ersten Sieg. Webber hatte bis zu seinem ersten Sieg beim Großen Preis von Deutschland 2009 130 Anläufe benötigt. Er wurde der erste mexikanische Grand-Prix-Sieger seit über 50 Jahren. Als bis dahin einziger Mexikaner hatte der 1971 bei einem Rennunfall tödlich verunglückte Pedro Rodríguez mit dem Großen Preis von Südafrika 1967 und dem Großen Preis von Belgien 1970 zwei Rennen für sich entscheiden können.
In seinem letzten Formel-1-Rennen für Racing Point, dem Großen Preis von Abu Dhabi, schied er aufgrund eines technischen Defekts aus. Pérez belegte am Saisonende in der Fahrerwertung den vierten Platz mit 125 Punkten. Damit übertraf er die siebten Plätze aus den Jahren 2016 und 2017. Seinen Teamkollegen Stroll, der auf dem elften Rang 75 Punkte erzielt hatte, stach er erneut aus. Gemeinsam erreichte man für Racing Point den vierten Platz in der Konstrukteurswertung.

### Red Bull (2021–2024)

#### 2021: Zweite Chance bei einem Top-Team

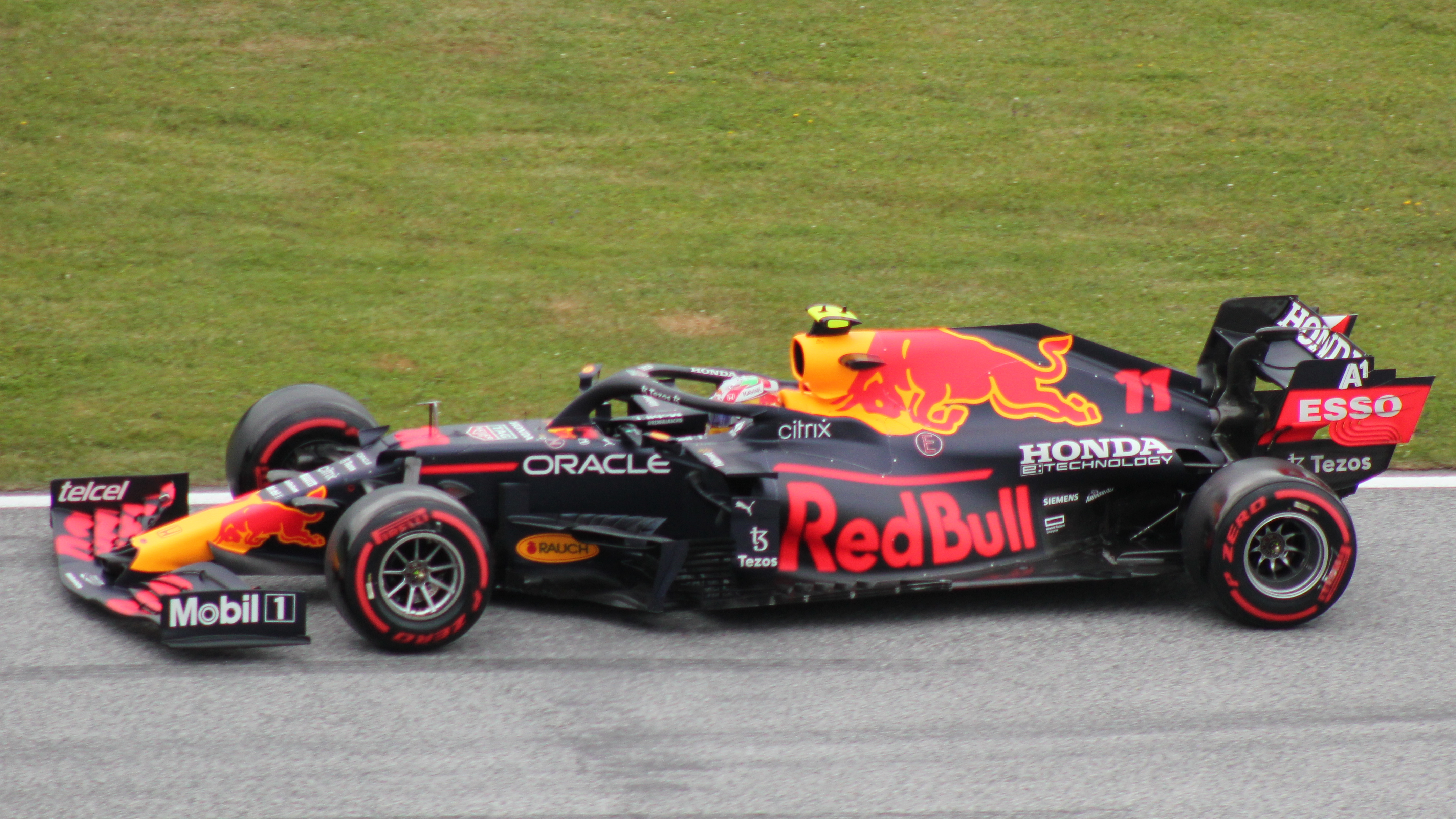
Sergio Pérez im Red Bull Racing RB16B während seines 200. Rennens in der Formel 1, dem Großen Preis von Österreich 2021

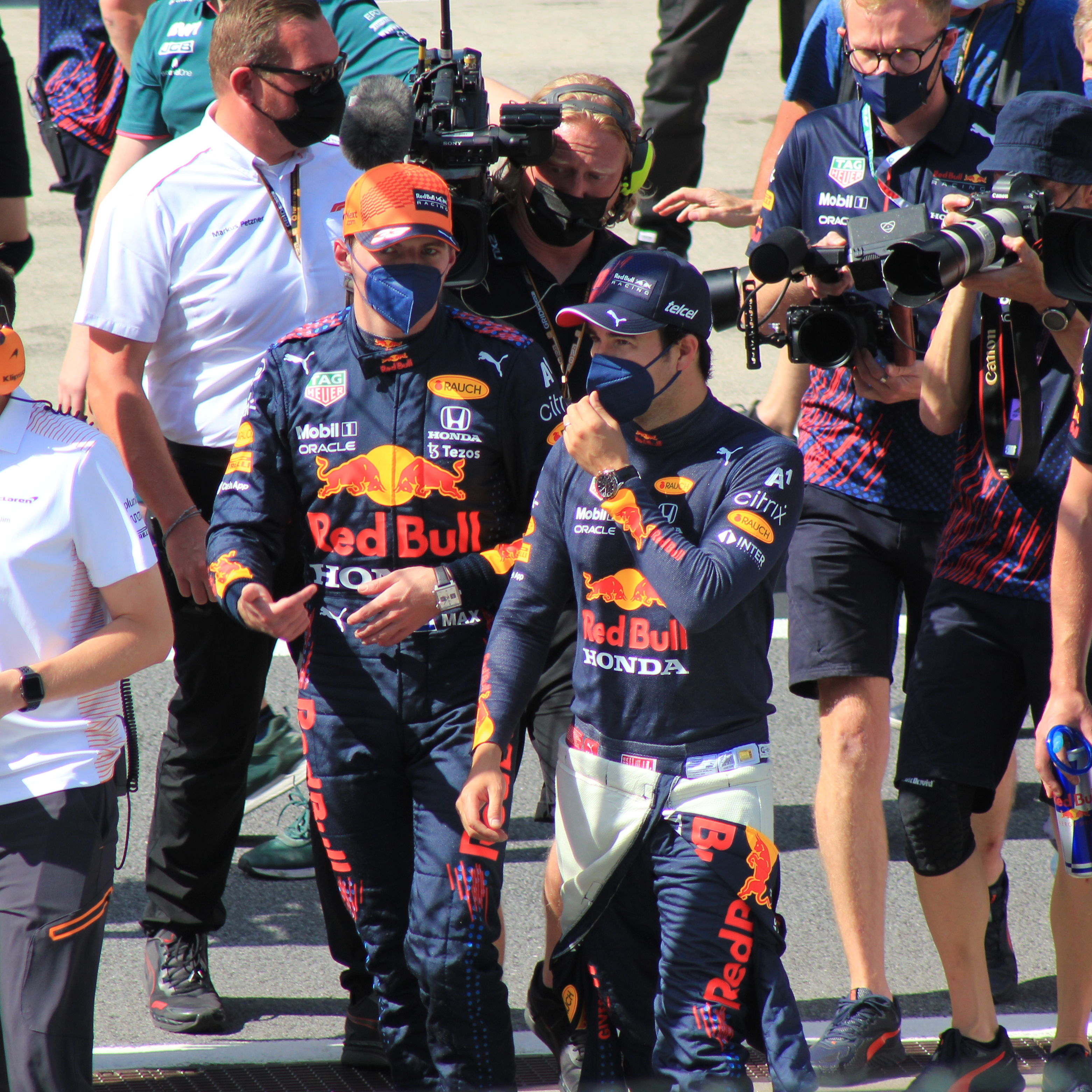
Pérez zusammen mit seinem Teamkollegen Max Verstappen beim Großen Preis von Österreich 2021

Wenige Tage nach dem Saisonfinale 2020 wurde Pérez von Red Bull Racing als zweiter Fahrer für die Saison 2021 bestätigt. Er wurde dort Nachfolger von Alexander Albon und Teamkollege des WM-Dritten von 2019 und 2020, Max Verstappen.
Bei seinem ersten Rennen für das neue Team, dem Großen Preis von Bahrain, belegte der Mexikaner den fünften Platz, nachdem er wegen technischer Probleme in der Aufwärmrunde aus der Boxengasse hatte starten müssen. Er erreichte somit auf Anhieb seine ersten Punkte für Red Bull. Für den Großen Preis der Emilia-Romagna qualifizierte er sich auf dem zweiten Platz mit seiner bis dahin besten Startposition in der Formel 1. Im Rennen fiel er unter anderem nach einem Dreher auf der nach einem Regenschauer abtrocknenden Strecke auf den elften Rang zurück. Beim Großen Preis von Portugal mit einem vierten, dem Großen Preis von Spanien mit einem fünften sowie dem Großen Preis von Monaco mit einem weiteren vierten Platz erreichte er jeweils die Punkteränge.
Beim darauffolgenden Großen Preis von Aserbaidschan gewann Sergio Pérez zum zweiten Mal in seiner Karriere und zum ersten Mal für Red Bull Racing einen Grand Prix. Er war dabei Nutznießer eines durch einen Reifenschaden bedingten Unfalls seines bis dahin führenden Teamkollegen Verstappen wenige Runden vor Schluss und einem Fehler von Mercedes-Fahrer Hamilton beim Neustart nach der daraus resultierenden Rennunterbrechung. Beim Großen Preis von Frankreich erreichte er mit dem dritten Platz im zweiten Rennen nacheinander das Podest. Beim Großen Preis der Steiermark als Vierter sowie beim Großen Preis von Österreich, bei dem Pérez seinen 200. Grand Prix bestritt, als Sechster, gewann er auch bei den nächsten beiden Rennen Punkte für die Weltmeisterschaftswertungen.
Im Vorfeld des Großen Preises von Großbritannien fiel Pérez im erstmals ausgetragenen Sprint-Qualifying nach einem Fahrfehler an das Ende des Feldes zurück und nahm das Grand-Prix-Rennen schließlich aus der Boxengasse in Angriff, nachdem zuvor Umbauarbeiten am Set-up seines Fahrzeuges vorgenommen worden waren, um ihm eine Aufholjagd vom Ende des Feldes zu ermöglichen. Diese gelang nicht; Pérez fuhr zwar zum ersten Mal seit dem Großen Preis von Monaco 2017 die schnellste Rennrunde, blieb auf dem 16. Platz aber ohne Punkte. Beim Großen Preis von Ungarn schied er nach einer von Valtteri Bottas verursachten Kollision, an der auch Lando Norris und Max Verstappen beteiligt waren, in der ersten Runde aus.
Am Rande des Großen Preises von Belgien gab das Red-Bull-Team bekannt, dass der Vertrag mit Sergio Pérez um ein weiteres Jahr verlängert wurde. Nach drei punktelosen Rennen in Folge kam Pérez beim Großen Preis der Niederlande wieder innerhalb der Top 10, auf dem achten Platz ins Ziel. Beim Großen Preis von Italien kam er zwar als Dritter ins Ziel, allerdings fiel er aufgrund einer 5-Sekunden-Strafe für unerlaubtes Überholen abseits der Strecke auf den fünften Platz zurück. Beim darauffolgenden Großen Preis von Russland lag er, ausgehend vom achten Startplatz, in der Schlussphase des Rennens auf dem dritten Platz. Ähnlich wie andere Fahrer büßte er durch den in den letzten Rennrunden einsetzenden Regen mehrere Positionen ein und belegte schlussendlich den neunten Rang. Beim Großen Preis der Türkei belegte Pérez zum ersten Mal seit dem Großen Preis von Frankreich eine Podiumsplatzierung und wurde Dritter.
Trotz Übelkeit und defektem Trinkwasserversorgungssystem in seinem Boliden konnte er beim Großen Preis der USA diese Leistung wiederholen und belegte somit erneut den dritten Platz. Beim darauffolgenden Großen Preis von Mexiko, als er knapp hinter Lewis Hamilton auf dem dritten Platz ins Ziel kam, gelang es Sergio Pérez als erstem mexikanischen Rennfahrer den Heim-Grand-Prix anzuführen und auf einem Podiumsplatz abzuschließen. Eine Woche darauf beim Großen Preis von São Paulo erzielte er erstmals den Bonus-Punkt für die schnellste Rennrunde und belegte den vierten Platz. Nachdem Pérez es im Qualifying zum Großen Preis von Katar nicht unter die ersten Zehn kam und Elfter wurde, schloss er das Rennen auf dem vierten Rang ab. Beim Großen Preis von Saudi-Arabien auf dem Jeddah Corniche Circuit schied er nach einer Kollision mit Charles Leclerc aus. Aufgrund der daraus resultierenden Kettenreaktion, infolge derer auch Nikita Masepin und George Russell ausschieden, musste das Rennen auf dem engen Stadtkurs bereits zum zweiten Mal unterbrochen werden.
Im finalen Großen Preis von Abu Dhabi 2021 half Pérez seinem Teamkollegen Verstappen zweifach zur Erlangung des Weltmeistertitels. Er hielt Hamilton nach dessen erstem Reifenwechsel mehr als eine volle Runde auf, überholte ihn auch einmal zurück, und gab dadurch dem schon fast zehn Sekunden hinter Hamilton liegenden Verstappen Gelegenheit, wieder nahe an Hamilton heranzukommen. Während einer Safety-Car-Phase gegen Ende des Rennens kam Pérez auf Platz 3 liegend mit Öldruckproblemen an die Box und gab auf Teamanweisung das Rennen auf, da Red Bull nicht riskieren wollte, durch einen Ausfall von Pérez auf der Strecke eine weitere Safety Car Phase zu riskieren, die Verstappen die Chance genommen hätte, Hamilton noch zu überholen – wie es dann in der letzten Runde des Rennens geschah.
Am Ende der Saison belegte Pérez mit 190 Punkten den vierten Platz in der Fahrerweltmeisterschaft.

#### 2022: Siege in Monaco und Singapur, und Konstrukteursweltmeistertitel

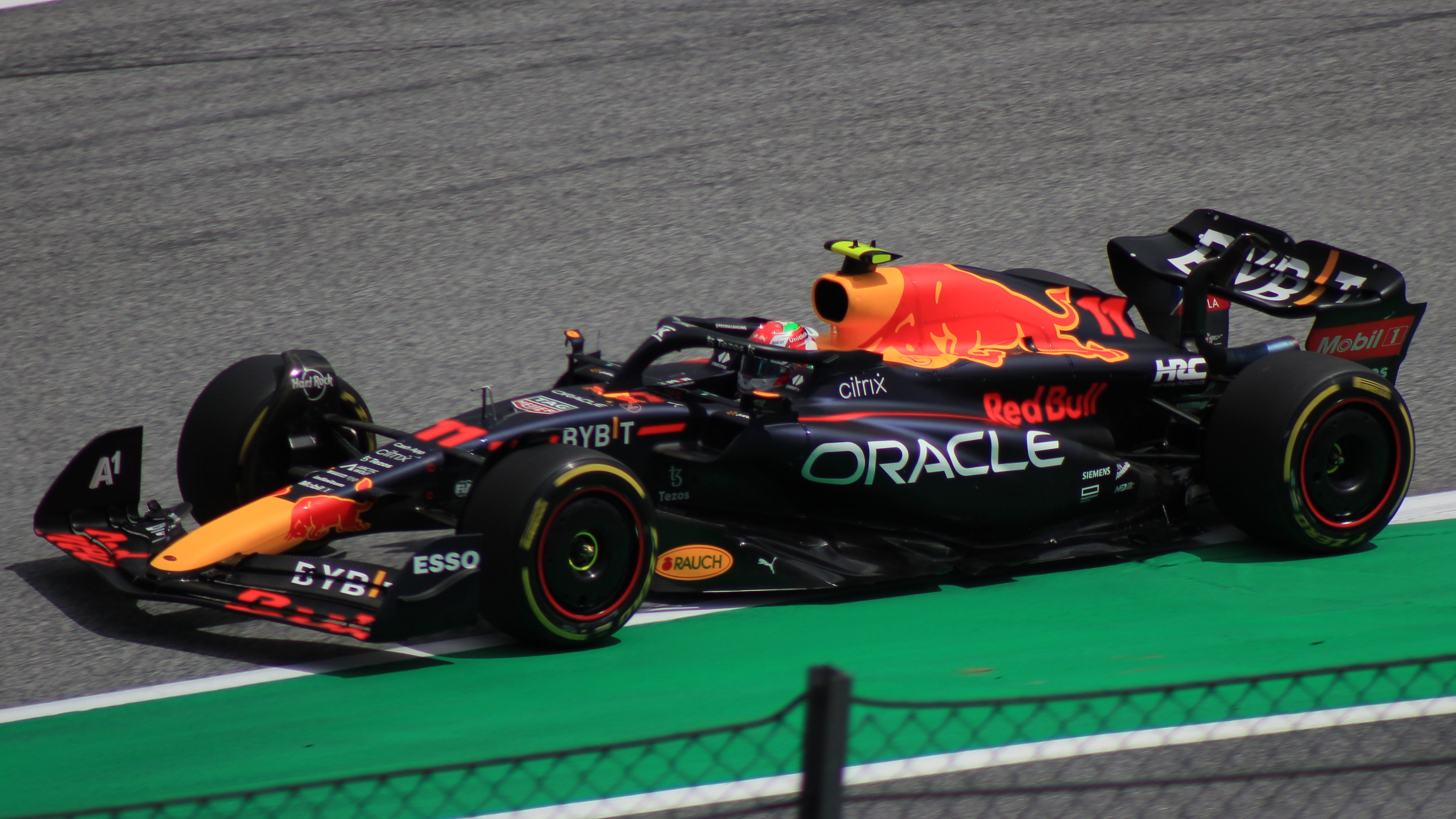
Sergio Pérez im Red Bull Racing RB18 während des Großen Preises von Österreich 2022

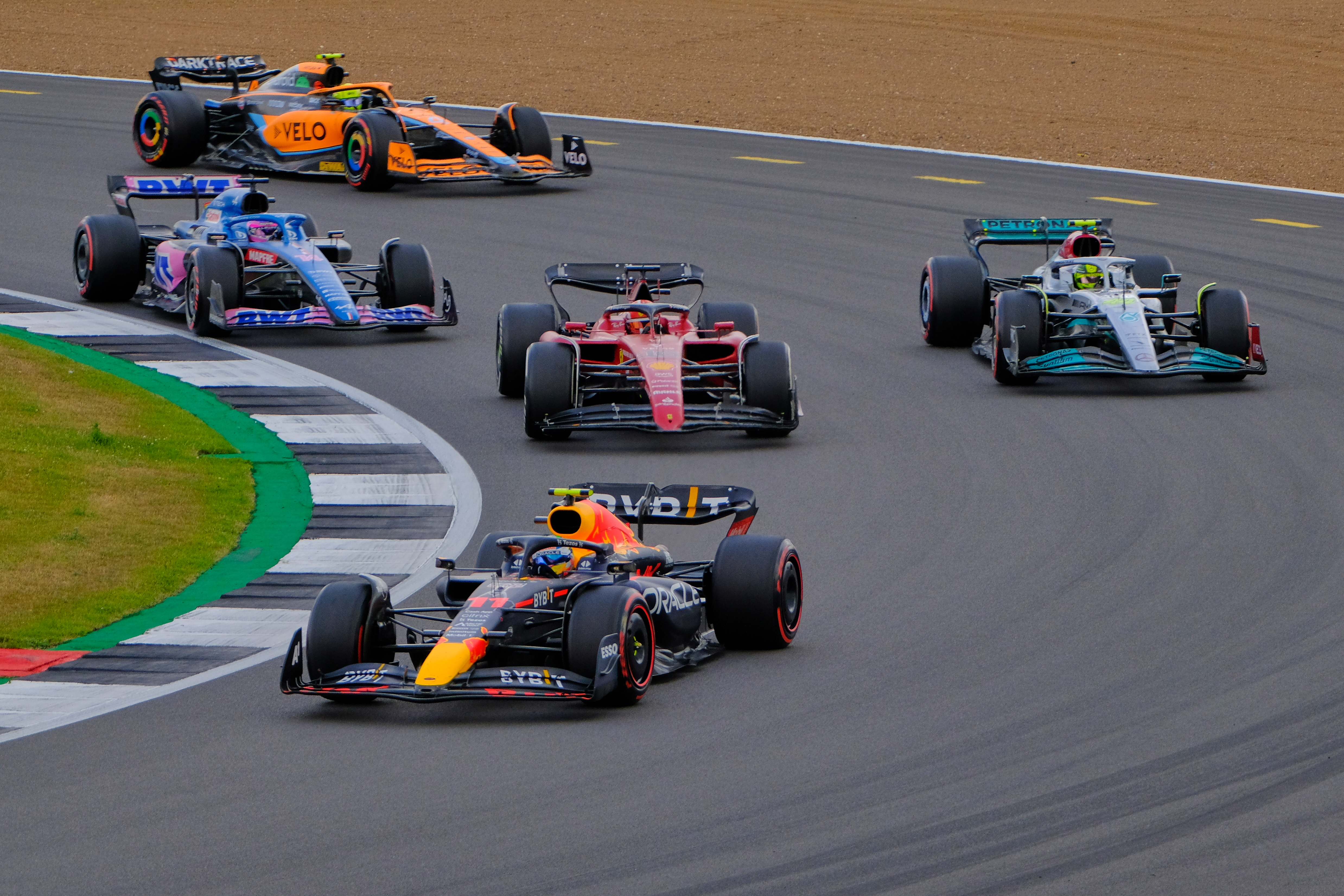
Szene aus dem Großen Preis von Großbritannien 2022, als Sergio Pérez zusammen mit Charles Leclerc und Lewis Hamilton um einen Platz auf dem Podium kämpfte; im Hintergrund: Fernando Alonso und Lando Norris

Auch 2022 fuhren Max Verstappen und Sergio Pérez wieder für Red Bull. Beim Saisonauftakt in Bahrain schied Pérez in der letzten Runde des Rennens, auf Platz 3 liegend, aufgrund eines Defekts der Benzinpumpe aus. Kurz zuvor musste bereits Teamkollege Verstappen das Rennen aus demselben Grund aufgeben. Beim Qualifying zum darauf folgenden Großen Preis von Saudi-Arabien erzielte er in seiner 215. Qualifikation die erste Pole-Position seiner Formel-1-Karriere, womit er den Rekord für die meisten Versuche bis zum Erzielen der ersten Pole Position brach. Es war außerdem die erste Pole Position eines mexikanischen Rennfahrers in der Formel 1. Im Rennen fiel er wegen einer Safety-Car-Phase direkt nach dem Absolvieren seines einzigen Boxenstopps, ausgelöst durch einen Unfall von Nicholas Latifi, auf den vierten Platz zurück.
In Australien wurde Pérez Zweiter und erzielte somit seine erste Podiumsplatzierung der Saison. Beim im Rahmen des Großen Preises der Emilia-Romagna erstmals in der Saison ausgetragenen Sprint belegte er den dritten Platz, ehe er im eigentlichen Rennen Zweiter hinter seinem Teamkollegen Max Verstappen wurde und seinem Team Red Bull Racing somit den ersten Doppelsieg seit dem Großen Preis von Malaysia 2016 sicherte. Auf einen vierten Platz bei der erstmaligen Austragung des Großen Preises von Miami folgte beim Großen Preis von Spanien, bei dem Pérez auch den Punkt für die schnellste Rennrunde erzielte, ein weiterer zweiter Platz.
Am 29. Mai gewann Sergio Pérez sein erstes Saisonrennen – den von wechselhaften Witterungsbedingungen geprägten Großen Preis von Monaco. Dabei profitierte er von einer misslungenen Strategie vonseiten des Ferrari-Teams, die den Pole-Sitter Charles Leclerc nach dessen Boxenstopp in Runde 21 auf den vierten Platz zurückwarf, ebenso wie dessen Teamkollegen Carlos Sainz Jr., der vor dem Absolvieren seines Boxenstopps ebenfalls vor Pérez lag. Beide Fahrer konnten den Red-Bull-Piloten bis zum Ende des Rennens auf dem engen Stadtkurs nicht mehr überholen, sodass Pérez mit seinem dritten Karriere-Sieg an Pedro Rodríguez vorbeizog und nunmehr der siegreichste mexikanische Rennfahrer der Formel-1-Geschichte ist. Zwei Tage nach dem Rennen bestätigte das Red-Bull-Team, dass der Vertrag mit Sergio Pérez um zwei Jahre, also bis Ende 2024, verlängert wurde.
Ein weiteres Podiumsresultat folgte beim Großen Preis von Aserbaidschan, als er Zweiter wurde, ehe ihn in Kanada ein Getriebeproblem davon abhielt, das Rennen zu beenden. Beim Großen Preis von Großbritannien belegte Pérez bereits zum fünften Mal in der laufenden Saison den zweiten Platz, nachdem er zuvor aufgrund eines Kontaktes im Gedränge am Rennstart auf den letzten Platz zurückgefallen war. Im zweiten Sprint-Rennen der Saison in Österreich verbesserte er sich um acht Positionen von dem 13. auf den fünften Platz; im eigentlichen Großen Preis musste er aufgrund eines Schadens an seinem Fahrzeug aufgeben, die durch eine Kollision mit George Russell in der ersten Runde verursacht worden war. Die letzten beiden Rennen vor der Sommerpause in Frankreich und Ungarn schloss er auf dem vierten bzw. fünften Rang ab.
Beim Großen Preis von Belgien, dem ersten Rennen nach der Sommerpause, wurde Sergio Pérez Zweiter und kehrte nach drei Rennen ohne Podiumsresultat wieder auf das Siegertreppchen zurück. Auf dieses Ergebnis folgte ein fünfter Platz beim Großen Preis der Niederlande sowie ein sechster Platz beim Großen Preis von Italien, wobei er bei diesem Rennen zusätzlich den Bonuspunkt für die schnellste Rennrunde erzielte. In Singapur konnte er sein zweites Saisonrennen gewinnen, nachdem er Polesitter Charles Leclerc am Start überholt und jede einzelne Runde des Großen Preises angeführt hatte; eine nachträgliche 5-Sekunden-Zeitstrafe aufgrund eines Verstoßes gegen die Safety-Car-Prozedur bei einem der beiden Restarts hatte dabei keinen Einfluss auf das Endergebnis, da Pérez mit einem Vorsprung von 7,5 Sekunden auf den zweitplatzierten Leclerc ins Ziel kam. Beim darauffolgenden Großen Preis von Japan erzielte Sergio Pérez den zweiten Platz hinter Max Verstappen und vor Charles Leclerc. Dieses Ergebnis sicherte Verstappen vorzeitig seinen zweiten Fahrerweltmeistertitel.
In den USA wurde Pérez Vierter, ehe er bei seinem Heim-GP in Mexiko – wie auch im Vorjahr – den dritten Platz belegte. Nach dem Großen Preis von São Paulo lag er auf dem dritten Platz der Fahrerwertung, punktemäßig gleichauf mit dem Zweitplatzierten Charles Leclerc, sodass das Saisonfinale darüber entschied, welcher der beiden Fahrer Vize-Weltmeister wurde. Sergio Pérez schloss das letzte Saisonrennen in Abu Dhabi auf dem dritten Platz ab, eine Position hinter Leclerc.
Folglich wurde er Gesamt-Dritter. Mit seinen 305 WM-Punkten trug er dazu bei, dass sein Team Red Bull Racing zum ersten Mal seit neun Jahren wieder den Konstrukteursweltmeistertitel erzielte.

#### 2023: Vizeweltmeisterschaft und weitere Siege auf Stadtkursen
Sergio Pérez startete in die Saison 2023 mit einem zweiten Platz beim Großen Preis von Bahrain. Den anschließenden Großen Preis von Saudi-Arabien konnte er, von der Pole startend, gewinnen. Nachdem er beim Qualifying zum Großen Preis von Australien aufgrund technischer Probleme von der Strecke abgekommen ist und keine Rundenzeit setzen konnte, und sein Team daraufhin Umbauten am Set-Up seines Wagens vornahm, musste Pérez das Rennen aus der Boxengasse aus in Angriff nehmen. Der mexikanische Rennfahrer verbesserte sich im Rennverlauf auf den fünften Platz und fuhr zudem die schnellste Rennrunde.
Beim darauffolgenden Rennwochenende in Aserbaidschan gewann Sergio Pérez neben dem Sprint-Rennen auch den Großen Preis, womit er zum ersten Formel-1-Fahrer wurde, der mehr als ein Rennen auf dem Baku City Circuit gewinnen konnte; der Erfolg im Sprint-Rennen war zudem Pérez’ erster Sieg im F1 Sprint. In Miami folgte dann die zweite Pole Position der Saison; im eigentlichen Großen Preis belegte er den zweiten Platz. Nachdem er in den nächsten drei Rennen keine Podiumsplatzierung erzielen konnte, fuhr Pérez zuerst beim Sprintrennen im Rahmen des Großen Preises von Österreich als Zweiter ins Ziel, ehe er im Großen Preis – nach Start von der 15. Position – mit dem dritten Rang ebenfalls einen Podiumsplatz belegte. Dieses Ergebnis wiederholte er beim Großen Preis von Ungarn. Beim letzten Rennen vor der Sommerpause in Belgien wurde Sergio Pérez Zweiter.
Zum Auftakt der zweiten Saisonhälfte belegte Pérez den vierten Platz beim Großen Preis der Niederlande. Bei dem Rennen kam er zwar als Dritter ins Ziel, allerdings fiel er aufgrund einer 5-Sekunden-Strafe für die Überschreitung des Tempolimits in der Boxengasse auf die vierte Position zurück. Den Großen Preis von Italien konnte er als Zweiter beenden und sicherte so den sechsten Doppelsieg der Saison für Red Bull. In Singapur absolvierte Pérez als elfter Fahrer seinen 250. Großen Preis in der Formel 1. Beim Großen Preis von Mexiko schied Sergio Pérez in der ersten Runde aus, als er versuchte am Start die Führung des Rennens zu übernehmen und dabei mit Charles Leclerc kollidierte. Im Sprintrennen beim darauffolgenden Rennen in São Paulo wurde Pérez Dritter und belegte somit zum ersten Mal seit dem Großen Preis von Italien einen Platz unter den ersten drei; beim Hauptrennen verfehlte er nach einem harten Kampf mit Fernando Alonso das Podium um 0,053 Sekunden und wurde Vierter.
Durch einen dritten Platz beim Großen Preis von Las Vegas sicherte er sich die Vizeweltmeisterschaft. Beim letzten Saisonrennen in Abu Dhabi startete Pérez von dem neunten Platz und überholte im Rennverlauf mehrere Fahrer, sodass er in der Schlussphase auf dem dritten Platz lag. Bei dem Versuch, Lando Norris auf dem fünften Platz zu überholen, gab es zuvor einen Zusammenstoß, für den die Rennkommissare Sergio Pérez für schuldig befanden und eine 5-Sekunden-Zeitstrafe gegen ihn aussprachen. Charles Leclerc überließ ihm in der letzten Rennrunde den zweiten Platz, in der Hoffnung, dass sich Pérez einen ausreichenden Vorsprung auf den zu dem Zeitpunkt viertplatzierten George Russell herausfährt, um diesen von dem Podium zu verdrängen und so Ferrari den zweiten Platz in der Konstrukteurswertung zu sichern. Am Ende betrug Pérez’ Vorsprung auf Russell 3,9 Sekunden, sodass er sowohl hinter Leclerc als auch hinter den Briten zurückfiel.
In der Gesamtwertung erzielte Sergio Pérez 285 Punkte und wurde somit Vizeweltmeister. Zusammen mit Red Bull Racing gewann er außerdem zum zweiten Mal in Folge den Konstrukteurstitel.

#### 2024: Abschied von Red Bull

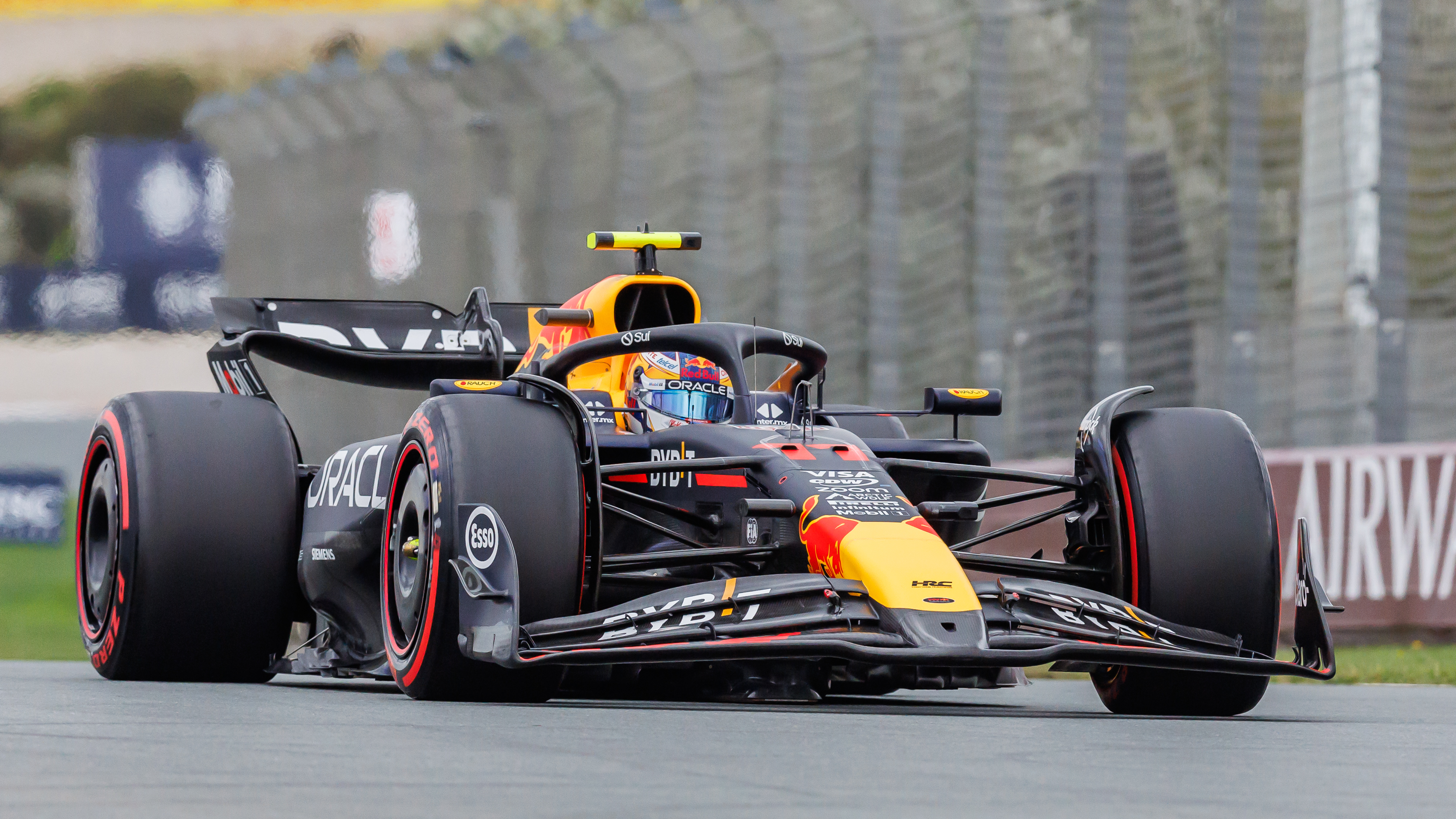
Pérez beim Großen Preis der Niederlande 2024.

2024 bilden Pérez und der nunmehr dreimalige Weltmeister Max Verstappen erneut das Fahrerduo für Red Bull Racing. Bei den ersten beiden Saisonrennen in Bahrain und Saudi-Arabien belegte der Mexikaner jeweils den zweiten Platz. In Australien wurde er, wie auch im Vorjahr, Fünfter. Von Verstappens Ausscheiden konnte er dabei nicht profitieren, da ihn zuvor eine Startplatzstrafe von der dritten auf die sechste Startposition zurückwarf. Ab Rennmitte hatte Pérez außerdem mit verringertem Abtrieb zu kämpfen, da sich ein Abreißvisier eines Konkurrenten unter seinem Auto verfangen hatte, sodass er die beiden Ferraris und McLarens vor ihm nicht mehr einholen konnte. Beim Großen Preis von Japan qualifizierte sich Sergio Pérez als Zweiter zum ersten Mal seit dem Großen Preis von Miami 2023 für die erste Startreihe; im Rennen folgte ein weiterer zweiter Platz. Auch in China gelang ihm ein Podium. Beim Großen Preis von Monaco schied er unfallbedingt in der ersten Runde aus.
Nach Ende der Saison, am 18. Dezember, einigten sich Pérez und Red Bull darauf getrennte Wege zu gehen. Sein Nachfolger wurde Liam Lawson.

## Sonstiges
Seit Beginn seiner Karriere wird Pérez von dem mexikanischen Telekommunikationskonzern Telmex unterstützt. Aufgrund seiner Sponsorengelder gilt Pérez als sogenannter „Bezahlfahrer“. 2016 unterzeichnete er einen Sponsorenvertrag mit dem Brillenhersteller Hawkers. Nachdem sich Hawkers einige Wochen später anlässlich des Sieges von Donald Trump bei der Präsidentschaftswahl in den Vereinigten Staaten 2016 auf Twitter abfällig über Mexikaner geäußert hatte, löste Pérez den Vertrag mit sofortiger Wirkung auf.
Mit der Checo Pérez Foundation engagiert sich Pérez für benachteiligte Kinder in seinem Heimatland.

## Statistik

### Karrierestationen
- 2004: Skip Barber National Championship
- 2005: Deutsche Formel BMW (Platz 14)
- 2006: Deutsche Formel BMW (Platz 6)
- 2007: A1GP
- 2007: Britische Formel 3, nationale Klasse (Meister)
- 2008: Britische Formel 3 (Platz 4)
- 2009: GP2-Asia-Serie (Platz 7)
- 2009: GP2-Serie (Platz 12)
- 2010: GP2-Asia-Serie (Platz 15)
- 2010: GP2-Serie (Platz 2)
- 2010: Formel 1 (Testfahrer)
- 2011: Formel 1 (Platz 16)
- 2012: Formel 1 (Platz 10)
- 2013: Formel 1 (Platz 11)
- 2014: Formel 1 (Platz 10)
- 2015: Formel 1 (Platz 9)
- 2016: Formel 1 (Platz 7)
- 2017: Formel 1 (Platz 7)
- 2018: Formel 1 (Platz 8)
- 2019: Formel 1 (Platz 10)
- 2020: Formel 1 (Platz 4)
- 2021: Formel 1 (Platz 4)
- 2022: Formel 1 (Platz 3)
- 2023: Formel 1 (Platz 2)
- 2024: Formel 1 (Platz 8)

### Einzelergebnisse in der GP2-Asia-Serie
| Saison  | Team                       | 1   | 2   | 3   | 4   | 5   | 6   | 7   | 8   | 9   | 10  | 11  | 12  | Punkte | Pos. |
| ------- | -------------------------- | --- | --- | --- | --- | --- | --- | --- | --- | --- | --- | --- | --- | ------ | ---- |
| 2008/09 | Barwa International Campos | CHN | CHN | UAE | UAE | BRN | BRN | QAT | QAT | MAS | MAS | BRN | BRN | 26     | 7.   |
| 2008/09 | Barwa International Campos | DNF | 7   | 6   | C   | 8   | 1   | 2   | 1   | DNF | 6   | 12  | 9   | 26     | 7.   |
| 2009/10 | Barwa Addax Team           | UAE | UAE | UAE | UAE | BRN | BRN | BRN | BRN |     |     |     |     | 5      | 15.  |
| 2009/10 | Barwa Addax Team           |     |     | 12  | 4   | 7   | 17  |     |     |     |     |     |     | 5      | 15.  |

| Legende  | Legende            | Legende                                                          |
| Farbe    | Abkürzung          | Bedeutung                                                        |
| -------- | ------------------ | ---------------------------------------------------------------- |
| Gold     | –                  | Sieg                                                             |
| Silber   | –                  | 2. Platz                                                         |
| Bronze   | –                  | 3. Platz                                                         |
| Grün     | –                  | Platzierung in den Punkten                                       |
| Blau     | –                  | Klassifiziert außerhalb der Punkteränge                          |
| Violett  | DNF                | Rennen nicht beendet (did not finish)                            |
| Violett  | NC                 | nicht klassifiziert (not classified)                             |
| Rot      | DNQ                | nicht qualifiziert (did not qualify)                             |
| Rot      | DNPQ               | in Vorqualifikation gescheitert (did not pre-qualify)            |
| Schwarz  | DSQ                | disqualifiziert (disqualified)                                   |
| Weiß     | DNS                | nicht am Start (did not start)                                   |
| Weiß     | WD                 | zurückgezogen (withdrawn)                                        |
| Hellblau | PO                 | nur am Training teilgenommen (practiced only)                    |
| Hellblau | TD                 | Freitags-Testfahrer (test driver)                                |
| ohne     | DNP                | nicht am Training teilgenommen (did not practice)                |
| ohne     | INJ                | verletzt oder krank (injured)                                    |
| ohne     | EX                 | ausgeschlossen (excluded)                                        |
| ohne     | DNA                | nicht erschienen (did not arrive)                                |
| ohne     | C                  | Rennen abgesagt (cancelled)                                      |
| ohne     | keine WM-Teilnahme |                                                                  |
| sonstige | P/fett             | Pole-Position                                                    |
| sonstige | 1/2/3/4/5/6/7/8    | Punktplatzierung im Sprint-/Qualifikationsrennen                 |
| sonstige | SR/kursiv          | Schnellste Rennrunde                                             |
| sonstige | *                  | nicht im Ziel, aufgrund der zurückgelegten Distanz aber gewertet |
| sonstige | ()                 | Streichresultate                                                 |
| sonstige | unterstrichen      | Führender in der Gesamtwertung                                   |

### Einzelergebnisse in der GP2-Serie
| Saison | Team                       | 1   | 2   | 3   | 4   | 5   | 6   | 7   | 8   | 9   | 10  | 11  | 12  | 13  | 14  | 15  | 16  | 17  | 18  | 19  | 20  | Punkte | Pos. |
| ------ | -------------------------- | --- | --- | --- | --- | --- | --- | --- | --- | --- | --- | --- | --- | --- | --- | --- | --- | --- | --- | --- | --- | ------ | ---- |
| 2009   | Telmex Arden International | ESP | ESP | MON | MON | TUR | TUR | GBR | GBR | GER | GER | HUN | HUN | EUR | EUR | BEL | BEL | ITA | ITA | POR | POR | 22     | 12.  |
| 2009   | Telmex Arden International | 14  | 17  | 12  | 9   | DNF | 16  | 4   | 6   | 8   | 20  | DNF | 16  | 3   | 2   | DNF | 4   | DNF | DNF | DNF | 11  | 22     | 12.  |
| 2010   | Barwa Addax Team           | ESP | ESP | MON | MON | TUR | TUR | ESP | ESP | GBR | GBR | GER | GER | HUN | HUN | BEL | BEL | ITA | ITA | UAE | UAE | 71     | 2.   |
| 2010   | Barwa Addax Team           | 4   | DNF | 1   | 6   | DSQ | 7   | 11  | 16  | 5   | 1   | 2   | 1   | 3   | DNF | 7   | 1   | DNF | 13  | 1   | DNF | 71     | 2.   |

| Legende  | Legende            | Legende                                                          |
| Farbe    | Abkürzung          | Bedeutung                                                        |
| -------- | ------------------ | ---------------------------------------------------------------- |
| Gold     | –                  | Sieg                                                             |
| Silber   | –                  | 2. Platz                                                         |
| Bronze   | –                  | 3. Platz                                                         |
| Grün     | –                  | Platzierung in den Punkten                                       |
| Blau     | –                  | Klassifiziert außerhalb der Punkteränge                          |
| Violett  | DNF                | Rennen nicht beendet (did not finish)                            |
| Violett  | NC                 | nicht klassifiziert (not classified)                             |
| Rot      | DNQ                | nicht qualifiziert (did not qualify)                             |
| Rot      | DNPQ               | in Vorqualifikation gescheitert (did not pre-qualify)            |
| Schwarz  | DSQ                | disqualifiziert (disqualified)                                   |
| Weiß     | DNS                | nicht am Start (did not start)                                   |
| Weiß     | WD                 | zurückgezogen (withdrawn)                                        |
| Hellblau | PO                 | nur am Training teilgenommen (practiced only)                    |
| Hellblau | TD                 | Freitags-Testfahrer (test driver)                                |
| ohne     | DNP                | nicht am Training teilgenommen (did not practice)                |
| ohne     | INJ                | verletzt oder krank (injured)                                    |
| ohne     | EX                 | ausgeschlossen (excluded)                                        |
| ohne     | DNA                | nicht erschienen (did not arrive)                                |
| ohne     | C                  | Rennen abgesagt (cancelled)                                      |
| ohne     | keine WM-Teilnahme |                                                                  |
| sonstige | P/fett             | Pole-Position                                                    |
| sonstige | 1/2/3/4/5/6/7/8    | Punktplatzierung im Sprint-/Qualifikationsrennen                 |
| sonstige | SR/kursiv          | Schnellste Rennrunde                                             |
| sonstige | *                  | nicht im Ziel, aufgrund der zurückgelegten Distanz aber gewertet |
| sonstige | ()                 | Streichresultate                                                 |
| sonstige | unterstrichen      | Führender in der Gesamtwertung                                   |

### Statistik in der Formel-1-Weltmeisterschaft
Diese Statistik umfasst alle Teilnahmen des Fahrers an der Formel-1-Weltmeisterschaft.

#### Grand-Prix-Siege
- 2020:  Sachir (as-Sachir)
- 2021:  Aserbaidschan (Baku)
- 2022:  Monaco (Monte Carlo)
- 2022:  Singapur (Singapur)
- 2023:  Saudi-Arabien (Dschidda)
- 2023:  Aserbaidschan (Baku)

#### Sprint-Siege
- 2023:  Aserbaidschan (Baku)

#### Gesamtübersicht
(Stand: Saisonende 2024)
| Saison | Team                             | Chassis               | Motor                    | Rennen | Siege | Zweiter | Dritter | Poles | schn. Rennrunden | Punkte | Punkte | WM-Pos. |
| ------ | -------------------------------- | --------------------- | ------------------------ | ------ | ----- | ------- | ------- | ----- | ---------------- | ------ | ------ | ------- |
| 2011   | Sauber F1 Team                   | Sauber C30            | Ferrari 2.4 V8           | 17     | –     | –       | –       | –     | –                | 14     | 14     | 16.     |
| 2012   | Sauber F1 Team                   | Sauber C31            | Ferrari 2.4 V8           | 20     | –     | 2       | 1       | –     | 1                | 66     | 66     | 10.     |
| 2013   | Vodafone McLaren Mercedes        | McLaren MP4-28        | Mercedes 2.4 V8          | 19     | −     | −       | −       | −     | 1                | 49     | 49     | 11.     |
| 2014   | Sahara Force India F1 Team       | Force India VJM07     | Mercedes 1.6 V6 Turbo    | 18     | −     | −       | 1       | −     | 1                | 59     | 59     | 10.     |
| 2015   | Sahara Force India F1 Team       | Force India VJM08     | Mercedes 1.6 V6 Turbo    | 19     | −     | −       | 1       | −     | −                | 78     | 78     | 9.      |
| 2016   | Sahara Force India F1 Team       | Force India VJM09     | Mercedes 1.6 V6 Turbo    | 21     | −     | −       | 2       | −     | −                | 101    | 101    | 7.      |
| 2017   | Sahara Force India F1 Team       | Force India VJM10     | Mercedes 1.6 V6 Turbo    | 20     | −     | −       | −       | −     | 1                | 100    | 100    | 7.      |
| 2018   | Sahara Force India F1 Team       | Force India VJM11     | Mercedes 1.6 V6 Turbo    | 12     | −     | −       | 1       | −     | −                | 30     | 62     | 8.      |
| 2018   | Racing Point Force India F1 Team | Force India VJM11     | Mercedes 1.6 V6 Turbo    | 9      | −     | −       | −       | −     | −                | 32     | 62     | 8.      |
| 2019   | SportPesa Racing Point F1 Team   | Racing Point RP19     | Mercedes 1.6 V6 Turbo    | 21     | −     | −       | −       | −     | −                | 52     | 52     | 10.     |
| 2020   | BWT Racing Point F1 Team         | Racing Point RP20     | Mercedes 1.6 V6 Turbo    | 15     | 1     | 1       | −       | −     | −                | 125    | 125    | 4.      |
| 2021   | Red Bull Racing Honda            | Red Bull Racing RB16B | Honda 1.6 V6 Turbo       | 22     | 1     | −       | 4       | –     | 2                | 190    | 190    | 4.      |
| 2022   | Oracle Red Bull Racing           | Red Bull Racing RB18  | Honda RBPT 1.6 V6 Hybrid | 22     | 2     | 7       | 2       | 1     | 3                | 305    | 305    | 3.      |
| 2023   | Oracle Red Bull Racing           | Red Bull Racing RB19  | Honda RBPT 1.6 V6 Hybrid | 22     | 2     | 4       | 3       | 2     | 2                | 285    | 285    | 2.      |
| 2024   | Oracle Red Bull Racing           | Red Bull Racing RB20  | Honda RBPT 1.6 V6 Hybrid | 24     | −     | 3       | 1       | −     | 1                | 152    | 152    | 8.      |
| Gesamt | Gesamt                           | Gesamt                | Gesamt                   | 281    | 6     | 17      | 16      | 3     | 12               | 1638   | 1638   |         |

#### Einzelergebnisse
| Saison | 1   | 2  | 3   | 4   | 5    | 6    | 7    | 8    | 9   | 10   | 11   | 12  | 13 | 14   | 15 | 16  | 17 | 18  | 19  | 20  | 21   | 22  | 23  | 24 |
| ------ | --- | -- | --- | --- | ---- | ---- | ---- | ---- | --- | ---- | ---- | --- | -- | ---- | -- | --- | -- | --- | --- | --- | ---- | --- | --- | -- |
| 2011   |     |    |     |     |      |      |      |      |     |      |      |     |    |      |    |     |    |     |     |     |      |     |     |    |
| DSQ    | DNF | 17 | 14  | 9   | DNS  | PO   | 11   | 7    | 11  | 15   | DNF  | DNF | 10 | 8    | 16 | 10  | 11 | 13  |     |     |      |     |     |    |
| 2012   |     |    |     |     |      |      |      |      |     |      |      |     |    |      |    |     |    |     |     |     |      |     |     |    |
| 8      | 2   | 11 | 11  | DNF | 11   | 3    | 9    | DNF  | 6   | 14   | DNF  | 2   | 10 | DNF  | 11 | DNF | 15 | 11  | DNF |     |      |     |     |    |
| 2013   |     |    |     |     |      |      |      |      |     |      |      |     |    |      |    |     |    |     |     |     |      |     |     |    |
| 11     | 9   | 11 | 6   | 9   | *16* | 11   | *20* | 8    | 9   | 11   | 12   | 8   | 10 | 15   | 5  | 9   | 7  | 6   |     |     |      |     |     |    |
| 2014   |     |    |     |     |      |      |      |      |     |      |      |     |    |      |    |     |    |     |     |     |      |     |     |    |
| 10     | DNS | 3  | 9   | 9   | DNF  | *11* | 6    | 11   | 10  | DNF  | 8    | 7   | 7  | 10   | 10 | DNF | 15 | 7   |     |     |      |     |     |    |
| 2015   |     |    |     |     |      |      |      |      |     |      |      |     |    |      |    |     |    |     |     |     |      |     |     |    |
| 10     | 13  | 11 | 8   | 13  | 7    | 11   | 9    | 9    | DNF | 5    | 6    | 7   | 12 | 3    | 5  | 8   | 12 | 5   |     |     |      |     |     |    |
| 2016   |     |    |     |     |      |      |      |      |     |      |      |     |    |      |    |     |    |     |     |     |      |     |     |    |
| 13     | 16  | 11 | 9   | 7   | 3    | 10   | 3    | *17* | 6   | 11   | 10   | 5   | 8  | 8    | 6  | 7   | 8  | 10  | 4   | 8   |      |     |     |    |
| 2017   |     |    |     |     |      |      |      |      |     |      |      |     |    |      |    |     |    |     |     |     |      |     |     |    |
| 7      | 9   | 7  | 6   | 4   | 13   | 5    | DNF  | 7    | 9   | 8    | *17* | 9   | 5  | 6    | 7  | 8   | 7  | 9   | 7   |     |      |     |     |    |
| 2018   |     |    |     |     |      |      |      |      |     |      |      |     |    |      |    |     |    |     |     |     |      |     |     |    |
| 11     | 16  | 12 | 3   | 9   | 12   | 14   | DNF  | 7    | 10  | 7    | 14   | 5   | 7  | 16   | 10 | 7   | 8  | DNF | 10  | 8   |      |     |     |    |
| 2019   |     |    |     |     |      |      |      |      |     |      |      |     |    |      |    |     |    |     |     |     |      |     |     |    |
| 13     | 10  | 8  | 6   | 15  | 12   | 12   | 12   | 11   | 17  | DNF  | 11   | 6   | 7  | DNF  | 7  | 8   | 7  | 10  | 9   | 7   |      |     |     |    |
| 2020   |     |    |     |     |      |      |      |      |     |      |      |     |    |      |    |     |    |     |     |     |      |     |     |    |
| 6      | 6   | 7  | INJ | INJ | 5    | 10   | 10   | 5    | 4   | 4    | 7    | 6   | 2  | *18* | 1  | DNF |    |     |     |     |      |     |     |    |
| 2021   |     |    |     |     |      |      |      |      |     |      |      |     |    |      |    |     |    |     |     |     |      |     |     |    |
| 5      | 11  | 4  | 5   | 4   | 1    | 3    | 4    | 6    | 16  | DNF  | 19   | 8   | 5  | 9    | 3  | 3   | 3  | 4   | 4   | DNF | *15* |     |     |    |
| 2022   |     |    |     |     |      |      |      |      |     |      |      |     |    |      |    |     |    |     |     |     |      |     |     |    |
| *18*   | 4   | 2  | 23  | 4   | 2    | 1    | 2    | DNF  | 2   | DNF5 | 4    | 5   | 2  | 5    | 6  | 1   | 2  | 4   | 3   | 75  | 3    |     |     |    |
| 2023   |     |    |     |     |      |      |      |      |     |      |      |     |    |      |    |     |    |     |     |     |      |     |     |    |
| 2      | 1   | 5  | 1   | 2   | C    | 16   | 4    | 6    | 32  | 6    | 3    | 2   | 4  | 2    | 8  | DNF | 10 | 45  | DNF | 43  | 3    | 4   |     |    |
| 2024   |     |    |     |     |      |      |      |      |     |      |      |     |    |      |    |     |    |     |     |     |      |     |     |    |
| 2      | 2   | 5  | 2   | 3   | 43   | 8    | DNF  | DNF  | 8   | 78   | 17   | 7   | 7  | 6    | 8  | 18* | 10 | 7   | 17  | 118 | 10   | DNF | DNF |    |

| Legende  | Legende            | Legende                                                          |
| Farbe    | Abkürzung          | Bedeutung                                                        |
| -------- | ------------------ | ---------------------------------------------------------------- |
| Gold     | –                  | Sieg                                                             |
| Silber   | –                  | 2. Platz                                                         |
| Bronze   | –                  | 3. Platz                                                         |
| Grün     | –                  | Platzierung in den Punkten                                       |
| Blau     | –                  | Klassifiziert außerhalb der Punkteränge                          |
| Violett  | DNF                | Rennen nicht beendet (did not finish)                            |
| Violett  | NC                 | nicht klassifiziert (not classified)                             |
| Rot      | DNQ                | nicht qualifiziert (did not qualify)                             |
| Rot      | DNPQ               | in Vorqualifikation gescheitert (did not pre-qualify)            |
| Schwarz  | DSQ                | disqualifiziert (disqualified)                                   |
| Weiß     | DNS                | nicht am Start (did not start)                                   |
| Weiß     | WD                 | zurückgezogen (withdrawn)                                        |
| Hellblau | PO                 | nur am Training teilgenommen (practiced only)                    |
| Hellblau | TD                 | Freitags-Testfahrer (test driver)                                |
| ohne     | DNP                | nicht am Training teilgenommen (did not practice)                |
| ohne     | INJ                | verletzt oder krank (injured)                                    |
| ohne     | EX                 | ausgeschlossen (excluded)                                        |
| ohne     | DNA                | nicht erschienen (did not arrive)                                |
| ohne     | C                  | Rennen abgesagt (cancelled)                                      |
| ohne     | keine WM-Teilnahme |                                                                  |
| sonstige | P/fett             | Pole-Position                                                    |
| sonstige | 1/2/3/4/5/6/7/8    | Punktplatzierung im Sprint-/Qualifikationsrennen                 |
| sonstige | SR/kursiv          | Schnellste Rennrunde                                             |
| sonstige | *                  | nicht im Ziel, aufgrund der zurückgelegten Distanz aber gewertet |
| sonstige | ()                 | Streichresultate                                                 |
| sonstige | unterstrichen      | Führender in der Gesamtwertung                                   |